# Ideenlehre

Übersicht zur Ideenlehre

Ideenlehre ist die neuzeitliche Bezeichnung für die auf Platon (428/427–348/347 v. Chr.) zurückgehende philosophische Konzeption, der zufolge Ideen als eigenständige Entitäten existieren und dem Bereich der sinnlich wahrnehmbaren Objekte ontologisch übergeordnet sind. Solche Ideen werden zur Unterscheidung vom modernen Sprachgebrauch, in dem man unter „Ideen“ Einfälle, Gedanken oder Leitbilder versteht, „platonische Ideen“ genannt. Auch Theorien anderer Philosophen werden mit dem Ausdruck „Ideenlehre“ bezeichnet, doch ist die Bezugnahme auf Platon und den Platonismus die weitaus häufigste Verwendung des Ausdrucks.
Platonische Ideen sind beispielsweise „das Schöne an sich“, „das Gerechte an sich“, „der Kreis an sich“ oder „der Mensch an sich“. Nach der Ideenlehre sind die Ideen nicht bloße Vorstellungen im menschlichen Geist, sondern eine objektive metaphysische Realität. Die Ideen, nicht die Objekte der Sinneserfahrung, stellen die eigentliche Wirklichkeit dar. Sie sind vollkommen und unveränderlich. Als Urbilder – maßgebliche Muster – der einzelnen vergänglichen Sinnesobjekte sind sie die Voraussetzung von deren Existenz. Platons Ideenkonzeption steht somit in polarem Gegensatz zur Auffassung, dass die Einzeldinge die gesamte Wirklichkeit ausmachen und hinter den Allgemeinbegriffen nichts steht als das Bedürfnis, zur Klassifizierung der Phänomene Ordnungskategorien zu konstruieren.
Da die Ideenlehre in Platons Werken nicht systematisch ausgeführt ist und auch nirgends ausdrücklich als Lehre bezeichnet wird, ist in der Forschung umstritten, ob es sich überhaupt um eine einheitliche Theorie handelt. Ein Gesamtbild kann nur aus den zahlreichen verstreuten Angaben in Platons Dialogen erschlossen werden. Ergänzend werden Mitteilungen anderer Autoren herangezogen, deren Zuverlässigkeit aber umstritten ist. Hinzu kommt, dass die Ideenkonzeption in manchen Dialogen keine Rolle spielt, allenfalls andeutungsweise präsent ist oder sogar kritisiert wird, was zur Vermutung geführt hat, dass Platon sie nur zeitweilig vertreten hat. Ausdrücklich thematisiert hat er die Ideen erst in der mittleren Phase seines Schaffens, doch scheint die Konzeption schon in frühen Dialogen unausgesprochen im Hintergrund zu stehen. In den intensiv geführten Forschungsdebatten steht die Position der „Unitarier“, die meinen, Platon habe durchgängig eine kohärente Sichtweise vertreten, der „Entwicklungshypothese“ der „Revisionisten“ entgegen. Die „Revisionisten“ unterscheiden verschiedene Entwicklungsphasen und nehmen an, dass Platon in seiner letzten Schaffensperiode die Ideenkonzeption aufgegeben oder zumindest einen gravierenden Revisionsbedarf gesehen hat.

## Terminologie
Platon hat bei seinen Äußerungen zur Ideenkonzeption keine feste Terminologie eingeführt, sondern auf verschiedene Ausdrücke der Alltagssprache zurückgegriffen. Für die später so genannten „platonischen Ideen“ verwendete er vor allem die Wörter idéa und eídos, aber auch morphḗ (Gestalt), parádeigma (Muster), génos (Geschlecht, hier: Gattung), lógos (hier: Wesen), eikōn (Bild), phýsis (Natur) und ousía (Sein, Wesen, „Seiendheit“). Oft umschrieb er die „platonische Idee“ von etwas mit Ausdrücken wie „(das betreffende Ding) selbst“, „an sich“ oder „seiner Natur nach“.
Die wichtigsten, für die Rezeption der Ideenlehre maßgeblichen Begriffe sind idea und eidos. Beide bezeichneten im griechischen Sprachgebrauch einen visuellen Eindruck und wurden gewöhnlich synonym gebraucht. Gemeint war das Erscheinungsbild von etwas, was gesehen wird und dabei einen bestimmten Eindruck macht: das Aussehen, die Form oder Gestalt, die äußere Erscheinung, die beispielsweise als schön oder hässlich beschrieben wird. Idea ist als Verbalabstraktum von idein „erblicken“, „erkennen“ (Aorist zu horan „sehen“) abgeleitet.
Im Gegensatz zum ursprünglichen Wortsinn von idea, der sich auf das sichtbare Erscheinungsbild von etwas bezieht, ist die platonische Idee etwas Unsichtbares, das den sichtbaren Erscheinungen zugrunde liegt. Sie ist aber geistig erfassbar und damit für Platon in einem übertragenen Sinn „sichtbar“. Daher hat er den Begriff idea aus dem Bereich der Sinneswahrnehmung in den einer rein geistigen Wahrnehmung übertragen. Das geistige „Sehen“, die „Schau“ der Ideen spielt im Platonismus eine zentrale Rolle.
Einen Ansatzpunkt für diese Bedeutungsverschiebung vom visuellen Eindruck, den ein konkretes Einzelding macht, zu etwas nur geistig erfassbarem Allgemeinem bot schon die Begriffsverwendung im allgemeinen Sprachgebrauch, die das Allgemeine und Abstrakte einbezog: Nicht nur einzelne Individuen, sondern auch Gruppen und Mengen hatten ein bestimmtes eidos, nach dem man sie unterschied. So gab es ein königliches und ein sklavenhaftes eidos und ein eidos ethnischer Gruppen. Wesentlich war auch der Umstand, dass die Wörter eidos und idea nicht nur ein artspezifisches Erscheinungsbild bezeichneten, sondern in einem abgeleiteten Sinn auch dessen „typische“, durch das Erscheinungsbild charakterisierte Träger. Gemeint war dann die Gesamtheit der Elemente einer Menge: eine Art oder ein Typus, eine Klasse von Personen, Dingen oder Phänomenen, die durch bestimmte – nicht nur optische – Merkmale konstituiert ist. In diesem Sinn nannten Ärzte einen Patiententyp eidos. Ein weiterer schon im allgemeinen Sprachgebrauch vollzogener Abstrahierungsschritt war die Verwendung von eidos auch für unanschauliche Gegebenheiten, beispielsweise verschiedene Vorgehensweisen, Lebensweisen, Staatsformen oder Arten der Boshaftigkeit oder des Krieges. Die Klassifizierung von Charaktereigenschaften, Haltungen und Verhaltensweisen anhand des jeweiligen eidos – einer artspezifischen, die Art konstituierenden Qualität – wurde für Platons philosophische Begriffsverwendung wegweisend: Er fragte beispielsweise nach der „Idee“ einer Tugend als dem, was diese Tugend ausmacht. So wurden eidos und idea die philosophischen Bezeichnungen für das, was etwas zu dem macht, was es ist.
Platons Schüler Aristoteles, der die Ideenlehre ablehnte, griff die Terminologie seines Lehrers auf, wandelte sie aber für seine Zwecke ab. Er verwendete den Ausdruck idea meist zur Bezeichnung der „platonischen Ideen“, deren Existenz er bestritt, und bezeichnete mit eidos gewöhnlich die „Form“ eines sinnlich wahrnehmbaren Einzeldings, die als Formursache der Materie Gestalt verleiht. Diese terminologische Unterscheidung führte er allerdings nicht konsequent durch.
Cicero, ein wichtiger Vermittler platonischen Gedankenguts an die lateinischsprachige Welt, trug dazu bei, dass idea auch im Lateinischen ein philosophischer Fachbegriff wurde. Er schrieb das Wort noch als Fremdwort in griechischer Schrift, bei späteren Autoren erscheint es meist in lateinischer Schrift. Andere lateinische Übersetzungen der philosophischen Begriffe eidos und idea waren forma („Form“), figura („Gestalt“), exemplar („Muster“), exemplum („Muster“, „Vorbild“) und species („Gestalt“, „Muster“, „Art“). Seneca sprach von „platonischen Ideen“ (ideae Platonicae). Der spätantike Übersetzer und Kommentator von Platons Dialog Timaios, Calcidius, verwendete auch Ausdrücke wie archetypus, archetypum exemplar oder species archetypa („urbildliches Muster“).
Der Kirchenvater Augustinus sah zwar in Platon den Urheber der Bezeichnung „Ideen“, meinte aber, schon lange vor dessen Zeit müsse der Inhalt des Begriffs bekannt gewesen sein. Dieser sei lateinisch mit forma oder species wiederzugeben; auch die Übersetzung ratio sei akzeptabel, wenn auch nicht genau, da ratio eigentlich dem griechischen Wort logos entspreche.
Mittelalterliche Philosophen und Theologen übernahmen die antike lateinische Terminologie der Ideenlehre, die ihnen vor allem Augustinus, Calcidius und Boethius vermittelten. Zur Bezeichnung der platonischen Ideen verwendeten sie neben dem latinisierten griechischen Wort idea auch die schon in der Antike gebräuchlichen rein lateinischen Ausdrücke, vor allem forma.
In der modernen deutschsprachigen Forschungsliteratur wird, wenn von Platons Konzeption die Rede ist, überwiegend der Ausdruck „Ideen“ verwendet, in der englischsprachigen ist vorwiegend „forms“, aber auch „ideas“ gebräuchlich. Von „Formen“ sprechen manche deutschsprachige Autoren, die sich stark an der angelsächsischen Tradition orientieren. Diese Übersetzung hat allerdings den Nachteil, sich an eine Sprachregelung anzulehnen, die von der aristotelischen Denkweise ausgeht.

## Ansatzpunkte für die Entstehung der Ideenlehre
Eleatisches und heraklitisches Denken
Einen Ansatzpunkt für die Entstehung der Ideenlehre bot Platons Auseinandersetzung mit zwei gegensätzlichen Richtungen der vorsokratischen Philosophie: der Denkweise der Eleaten und derjenigen Heraklits und der Herakliteer. In Heraklits Weltsicht sind Sein und Werden verschränkt und bedingen einander als zwei Aspekte einer einheitlichen, umfassenden Weltordnung. Die Wirklichkeit ist nicht statisch, sondern prozesshaft, aber einer ewigen Gesetzmäßigkeit unterworfen und insofern auch gleichbleibend. Radikal anders deutete die eleatische Schule, die sich auf den von Platon geschätzten Philosophen Parmenides berief, das Sein und das Werden. Die Eleaten sprachen der Welt des Werdens und Vergehens den Realitätscharakter ab und erklärten alle Sinneswahrnehmungen für illusionär. Diesem Bereich einer Scheinwirklichkeit stellten sie eine Welt des unveränderlichen Seins als einzige Wirklichkeit gegenüber. Da die Sinneswahrnehmung trügerisch sei, könne sie weder ein Wissen begründen noch auf rein geistigem Wege gewonnene Ergebnisse widerlegen. Wissen könne sich nur auf das unveränderliche Sein beziehen. Platon griff Kernelemente dieser Lehre auf: sowohl das Konzept eines einzigen, den Sinnen verschlossenen, aber dem menschlichen Geist zugänglichen unwandelbaren Seinsbereichs als auch das fundamentale Misstrauen gegenüber der Sinneswahrnehmung. Wie Parmenides hielt er nur das Unveränderliche – in seiner Terminologie die Ideen – für wesentlich und wertete alles Materielle und Vergängliche stark ab.
Im Gegensatz zu Parmenides, der dem Veränderlichen als Nichtseiendem jegliche Existenz absprach, billigte Platon aber dem Bereich der wandelbaren Sinnesobjekte ein bedingtes und unvollkommenes Sein zu. Sein Konzept eines hierarchisch abgestuften Seins verband den Ideenbereich als Ursache mit den Sinnesobjekten als dem Verursachten. Damit stellte er – wie Heraklit, wenn auch auf andere Weise – einen Zusammenhang zwischen Sein und Werden her. Einen solchen Zusammenhang hatte Parmenides für ausgeschlossen erklärt.
Das philosophische Definieren
Einen weiteren Anstoß gab das philosophische Fragen nach Definitionen, das schon für Platons Lehrer Sokrates eine zentrale Rolle spielte (die „Was-ist?-Fragen“). Vielleicht bereits bei Sokrates, spätestens in Platons früher Schaffensphase bildete sich die Auffassung heraus, dass eine Definition nicht nur als terminologische Konvention dem Zweck der sprachlichen Verständigung dient, sondern objektiv richtig oder falsch ist, je nachdem ob sie das Wesen (die Natur) des Bezeichneten korrekt wiedergibt. Das Definieren sollte also unmittelbar der Erkenntnisgewinnung dienen. Wer die richtige Definition ermittelt hatte, der hatte das Wesen des bezeichneten Dings – beispielsweise einer bestimmten Tugend – erfasst und konnte dieses Wissen dann in seiner Lebenspraxis umsetzen. Die Gegenstände, um die es den Philosophen dabei ging, waren ausschließlich abstrakte Entitäten wie Schönheit, „Gutheit“, Gerechtigkeit oder Tapferkeit. Man ging davon aus, dass es ein philosophisches Wissen nur von Allgemeinem, nicht von Individuellem geben kann. Der Gedanke, dass dem erkenntnistheoretischen Vorrang des Allgemeinen ein ontologischer entspricht, war naheliegend. Dies konnte zur Annahme führen, dass die eigentliche Wirklichkeit im Wesen der betrachteten allgemeinen Gegenstände besteht und dass diese ontologisch eigenständige Entitäten sind. Solche Überlegungen bahnten wohl den Weg zu Platons Auffassung, dass den allgemeinen Gegenständen eine herausgehobene Existenz in einem besonderen Bereich zukommt.
Die Philosophie der Mathematik
Auf den Gedanken, dass zwischen dem Anschaulichen und dem Abstrakten zugleich ein Zusammenhang und ein scharfer, prinzipieller Gegensatz besteht, kam Platon vermutlich durch seine Beschäftigung mit der Geometrie. Ihm fiel auf, dass das geometrische Denken darauf beruht, dass bestimmte Formen wie etwa die Kreisform sinnlich wahrgenommen und untersucht werden und dadurch allgemeine Erkenntnisse gewonnen werden, die für den „Kreis an sich“ gelten. Der „Kreis an sich“ als Objekt mathematischer Aussagen ist zwar nirgends sinnlich wahrnehmbar, doch seine Eigenschaften sind für die Beschaffenheit jedes sichtbaren Kreises maßgeblich. Die Kreise der Sinneswelt unterscheiden sich zwar durch unterschiedliche Größe und unterschiedlich gute Annäherung an die ideale Kreisform, aber hinsichtlich dessen, was ihren Kreischarakter ausmacht, sind sie alle gleich. Als gezeichnete Objekte sind sie notwendigerweise ungenaue Abbilder des gedachten idealen Kreises, das heißt der platonischen Idee des Kreises. Diese Idee erwies sich damit für Platon als das Muster und Urbild, das allen sichtbaren Kreisen zugrunde liegt. Er sah hier ein Verhältnis zwischen Urbild und Abbildern, wobei alle Abbilder dem Urbild ihre Existenz verdanken.
Der prinzipielle Unterschied zwischen physischen und geometrischen Gegenständen war zu Platons Zeit bereits bekannt; neu war die ontologische Interpretation, die er ihm gab. Er wies darauf hin, dass die Mathematiker ihre Begriffe (wie geometrische Figuren oder Winkelarten) als bekannt voraussetzen und sie ihren Beweisgängen zugrunde legen, als wüssten sie darüber Bescheid. Sie seien aber außerstande, ihre Begriffe aufzuklären und sich und anderen darüber Rechenschaft zu geben, was die damit bezeichneten Dinge in Wirklichkeit sind. Sie stützten sich rechtfertigungslos auf angebliche Evidenz, auf nicht hinterfragte Annahmen. Zwar sei der mathematische Gegenstandsbereich geistig und daher grundsätzlich dem Wissen zugänglich, doch hätten die Mathematiker kein wirkliches Wissen über ihn erlangt. Solches Wissen sei nicht auf mathematischem, sondern nur auf philosophischem Weg erreichbar: durch Einsicht in den Ideencharakter der mathematischen Objekte.
Den Sinn einer Beschäftigung mit der Mathematik sah Platon darin, dass sie den Gegensatz zwischen sinnlicher und unsinnlicher Betrachtung, zwischen vollkommenen Urbildern und immer mangelhaften Abbildern verdeutliche und zugleich den Blick von den sichtbaren Abbildern auf die nur geistig erfassbaren Urbilder lenke. Daher betrachtete er die Mathematik unter didaktischem Gesichtspunkt als wichtige Vorbereitung auf die Philosophie. Was für den Kreis gilt, sollte analog auch für ethische und ästhetische Sachverhalte gelten. Nur in dieser propädeutischen Funktion für die Ideenlehre, nicht in den Ergebnissen einzelner mathematischer Untersuchungen sah Platon den Wert der Mathematik für den Philosophen.

## Grundzüge von Platons Konzeption

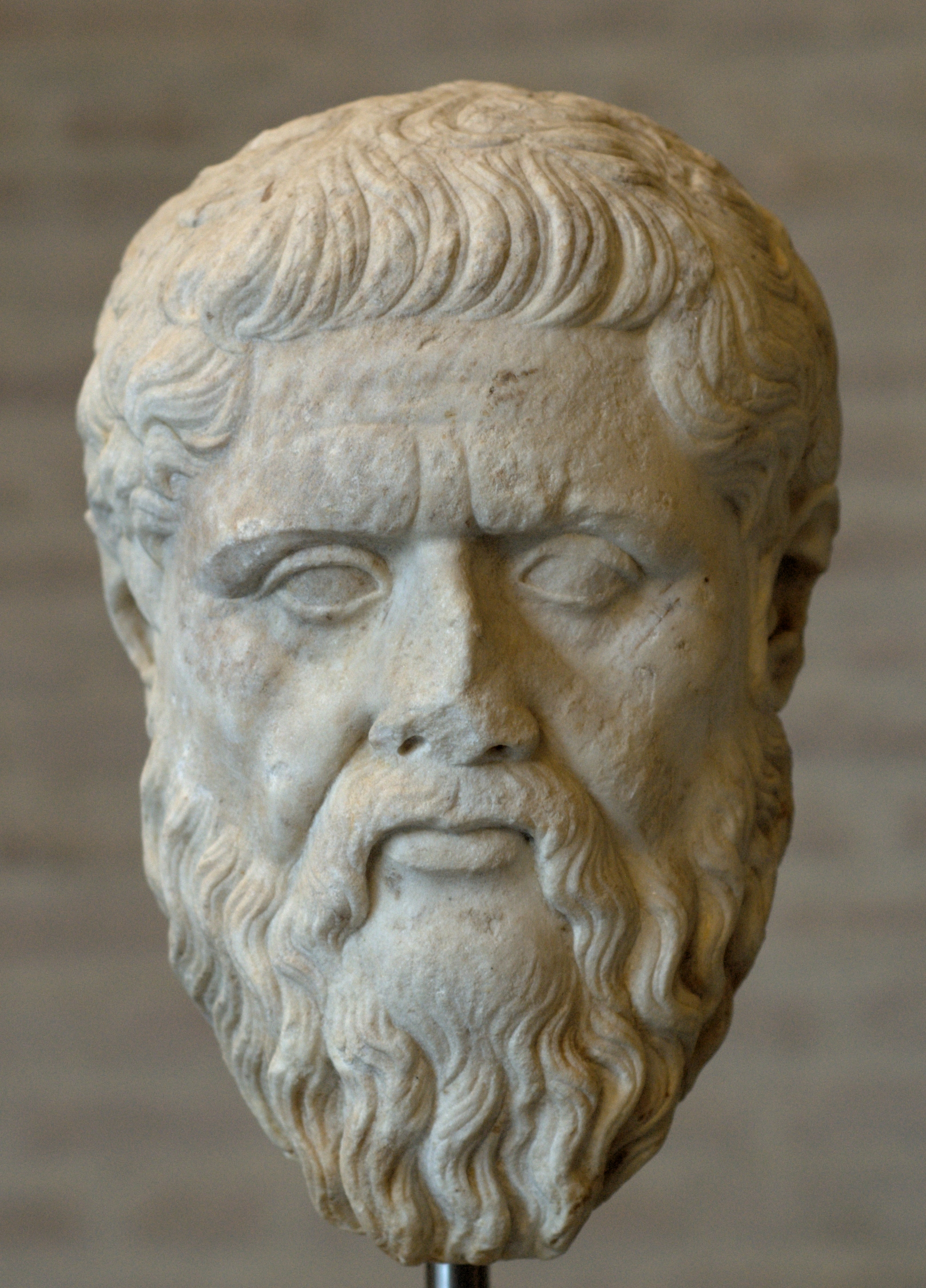
Platon, römische Kopie des griechischen Platonporträts des Silanion, Glyptothek München

Trotz der Unklarheit vieler Einzelheiten ergibt sich aus den verstreuten Angaben Platons über die Ideen ein Gesamtrahmen, innerhalb dessen sich textorientierte Interpretationen zu bewegen haben.

### Merkmale der Ideen
Die aus Platons Angaben hervorgehenden Hauptmerkmale der Ideen sind:
- Sie sind intelligibel, das heißt unkörperlich, der Sinneswahrnehmung prinzipiell entzogen und nur durch geistige Einsicht erfassbar.
- Sie sind das „reine Seiende“ und „seiend Seiende“, das heißt, nur ihnen kommt das Sein im wirklichen, eigentlichen Sinne zu. Alles Sein außerhalb des Ideenbereichs ist nur ein abgeleitetes Sein, ein Sein in einem uneigentlichen Sinne.
- Sie sind vollkommen, das heißt: Das spezifische Wesen desjenigen, dessen unkörperliche „Gestalt“ eine Idee ist, findet in ihr seine durch nichts überbietbare Vollendung. Damit erhalten die Ideen eine Wertdimension, sie werden als Ideale bei Platon positiv gewertet und verherrlicht. In der Idee fällt das, was ist, mit dem, was sein soll, zusammen.
- Sie sind überzeitlich, das heißt, sie entstehen nicht und vergehen nicht und sind keinerlei Wandel unterworfen, sondern immer mit sich selbst identisch. Ihre Ewigkeit ist im Sinne von Überzeitlichkeit zu verstehen; aus zeitlicher Perspektive betrachtet erscheint sie als unbegrenzte Dauer.
- Sie sind formlos, das heißt, sie verursachen zwar die räumlichen Gestalten, haben aber selbst keine Form, da sie nicht räumlich sind. Da ihnen keine Räumlichkeit zukommt, sind sie nirgendwo.
- Sie sind einfach, rein und unvermischt. Sie sind dasjenige, in dem das, was ist, mit dem, als was es sich zeigt, exakt übereinstimmt. Eine Idee ist das, was sie bedeutet. Sie stellt nur sich selbst dar, im Gegensatz zum Sinnesobjekt, das über sich hinausweist auf die Ideenwelt. Während ein Sinnesobjekt als Träger konträrer Merkmale einen inneren Gegensatz enthält – beispielsweise ist es in einer Hinsicht schön, in einer anderen hässlich –, kann eine Idee nichts außer ihrer eigenen Beschaffenheit aufweisen.
- Sie sind normativ, das heißt, sie bewirken, dass alles sinnlich Wahrnehmbare existiert und so ist wie es ist. Das wirkliche Sein der Ideen ist die Ursache des uneigentlichen Seins der veränderlichen Dinge. Die Ideen sind Urbilder, alle veränderlichen Dinge sind deren Abbilder. Die Sinnesobjekte verdanken den Ideen alles, was sie sind und was an ihnen wahrnehmbar ist. Die Ideen hingegen verdanken den Einzeldingen nichts, ihre Existenz ist von derjenigen der Einzeldinge in keiner Weise abhängig.
- Ideen gibt es nur von Allgemeinem, nicht von Individuen.
- Die Idee als das Allgemeine mit seinem umfassenden Charakter ist für die Sinnesobjekte, in deren Vielheit sie sich abbildet, das Prinzip der Einheit.
- Aufgrund ihrer Merkmale, die von göttlicher Art sind, sind die Ideen göttliche Wesen und als solche den Göttern übergeordnet; die Götter verdanken ihre Göttlichkeit ihrem Zugang zu den Ideen.
- Als Erkenntnisobjekt ist eine Idee Quelle von Wissen. Eine auf Ideen bezogene Erkenntnis, die nicht auf Sinneswahrnehmung basiert, bedeutet echtes Wissen, während die Sinneswahrnehmung mangels Zuverlässigkeit nur zu Meinungen führt.

### Der Ideenbereich und seine Ordnung

#### Die Hierarchie der intelligiblen Entitäten

Platons Definition des Begriffs „Angelfischer“

Die Ideen sind als unkörperliche und unräumliche Entitäten nicht lokalisierbar, sie bilden einen nur geistig erfassbaren Bereich (noētós tópos). In diesem gesamten Bereich herrscht eine vollkommene Ordnung mit hierarchischer Struktur. Im Rahmen dieser Ordnung bestehen unter den Ideen Beziehungen. Teilweise sind sie miteinander verflochten; diese Verbindungen vergleicht Platon mit denen von Buchstaben und Tönen. Manche vermischen sich miteinander, andere nehmen einander nicht auf. Für die hierarchische Abstufung ist der Bedeutungsumfang maßgeblich: Das Allgemeinere ist jeweils das Größere und Höherrangige, da es das Speziellere umfasst. Das Niedrigere hat am Höheren Anteil (Teilhabeverhältnis). An der Spitze steht die umfassendste Idee, die Idee des Guten. Ihr sind die fünf „größten Gattungen“ untergeordnet, die Platon in seinem Dialog Sophistes benennt: das Seiende (on), die Bewegung (kínēsis), die Veränderungslosigkeit (stásis), das Identische (tautón) und das Verschiedene (tháteron). Zu den großen und bedeutenden Ideen gehört auch die Idee des Schönen.
Ermittelt wird die Rangordnung der Ideen mit der Methode der Dihairesis (Unterteilung), welche die Über- und Unterordnungsverhältnisse von Begriffen aufzeigt und damit zugleich die Struktur des Ideenbereichs erschließt. Dabei wird das Allgemeinere schrittweise in Spezielleres zergliedert, indem man einen übergeordneten Begriff anhand geeigneter Merkmale in Unterbegriffe zerlegt, die anschließend ebenfalls zerlegt werden. Zu einem Gattungsbegriff fügt man den „artbildenden Unterschied“ hinzu und erhält so die dem Gattungsbegriff untergeordneten Artbegriffe. Dann schreitet man auf dieselbe Weise von einer der ermittelten Arten zu deren Unterarten fort. Von einer obersten Gattung ausgehend bildet man durch ein immer weiter gehendes Differenzieren eine Reihe, bis man zu einem nicht weiter unterteilbaren Begriff gelangt, womit man eine „unteilbare Art“ (átomon eidos) erreicht hat. Dabei ergibt sich eine feste Zahl von Zwischengliedern zwischen der obersten Gattung und der unteilbaren Art. Damit lässt sich sowohl die Definition der unteilbaren Art gewinnen als auch der Aufbau der hierarchischen Ordnung in dem betreffenden Teilbereich des Ideenreichs erkennen.
Neben der Teilhabe der niedrigeren Ideen an den höheren nimmt Platon auch ein wechselseitiges Teilhaben an. Zur Bezeichnung der Verflechtung der Ideen ist von Gemeinschaft (koinōnía) die Rede.

#### Die Rolle der Idee des Guten
Ein Hauptmerkmal der hierarchischen Ordnung im Ideenbereich ist die Sonderrolle der Idee des Guten. Diese Idee grenzt Platon scharf von den übrigen Ideen ab. Er weist ihr eine einzigartige Vorrangstellung zu. Nach seiner Lehre verdanken alle anderen Ideen ihr Sein dieser einen Idee. Somit sind sie ihr ontologisch untergeordnet. Die Idee des Guten ist das oberste Prinzip und die Ursache des Seins und der Gutheit von allem. Nur durch Teilhabe an ihr sind die anderen Ideen gut und damit wertvoll. Sie ist auch das Prinzip der Ordnung; als solches durchdringt sie den gesamten Bereich des reinen Seins und verleiht ihm seine Struktur.
Sehr umstritten ist in der Forschung der ontologische Status der Idee des Guten. Den Ausgangspunkt der Debatten bildet eine Stelle in Platons Auslegung seines Sonnengleichnisses, wo festgestellt wird, das Gute sei „nicht die Ousia“, sondern „jenseits der Ousia“ und übertreffe sie an Ursprünglichkeit und Macht. Der Begriff Ousia (wörtlich „Seiendheit“) wird gewöhnlich mit „Sein“ oder „Wesen“ übersetzt; bei Platon kommen beide Bedeutungen vor. Diskutiert wird, welche Bedeutung hier vorliegt und wie wörtlich die Aussage gemeint ist.
Wenn mit Ousia das Sein gemeint ist und die Stelle wörtlich ausgelegt wird, ist „jenseits der Ousia“ im Sinne einer absoluten Transzendenz zu verstehen. Dann wird hier behauptet, die Idee des Guten sei dem unwandelbaren und vollkommenen Sein der rein geistigen Wirklichkeit übergeordnet, also in Bezug auf dieses vollendete Sein transzendent („seinstranszendent“). Demnach unterscheidet sich die Idee des Guten von allen anderen Ideen prinzipiell dadurch, dass sie zwar Anderem Sein verleiht, aber selbst nicht dem Bereich des Seins angehört, sondern diesen übersteigt. Als Ursache dieses gesamten Bereichs ist sie ontologisch oberhalb von ihm zu verorten; sie ist „überseiend“.
Ist hingegen mit „Ousia“ nur das Wesen gemeint oder wird die Stelle freier ausgelegt, so kann die Idee des Guten innerhalb des Bereichs des überzeitlichen Seins der Ideen verortet werden. Demnach handelt es sich nicht um ein „Übersein“, sondern nur um ein besonderes Sein, das sich vom Sein der anderen Ideen unterscheidet. Eine Hypothese lautet, die Idee des Guten transzendiere nur das Sein, das sie den anderen Ideen verleiht, nicht aber ihr eigenes Sein. Zugunsten dieser Deutung lassen sich eine Reihe von Äußerungen Platons anführen, die zeigen, dass er es – zumindest aus einer bestimmten Betrachtungsperspektive – für legitim hielt, das Gute in den Bereich des Seins einzuordnen. Beispielsweise nannte er es „das Seligste des Seienden“ und „das Glänzendste des Seienden“.

#### Ideen und Prinzipien
Zu den schwierigsten Themenbereichen der Platonforschung gehört die „Prinzipienlehre“. Sie wird von manchen Forschern als zentraler Bestandteil der platonischen Philosophie betrachtet. Die Überlieferungslage ist ungünstig, denn zum Inhalt dieser Lehre finden sich in Platons Dialogen allenfalls Andeutungen. Die Prinzipienlehre kann nur aus einer indirekten Überlieferung erschlossen werden. Über die Glaubwürdigkeit und Interpretation der Angaben in den Quellen gehen aber in der Forschung die Meinungen weit auseinander. Das Spektrum reicht von der Hypothese, dass die Quellen kein Vertrauen verdienen und es eine Prinzipienlehre Platons nicht gegeben hat, bis zur Annahme einer abgeschlossenen Metaphysik und zu ausführlichen Rekonstruktionsversuchen.
Nach der Auffassung von Befürwortern der Authentizität der Prinzipienlehre hat Platon auf deren schriftliche Darlegung verzichtet, weil er sie für so anspruchsvoll hielt, dass sie nicht zu schriftlicher Fixierung und vor allem nicht zur Veröffentlichung geeignet war. Er war der Ansicht, die Prinzipienlehre könne nur einem kompetenten Publikum begreiflich gemacht werden und der einzig sinnvolle Rahmen dafür sei mündlicher Unterricht. Dieser Forschungsrichtung zufolge liegen den Quellenzeugnissen Berichte über den mündlichen Unterricht Platons in der Akademie zugrunde. Wegen der Beschränkung auf mündliche Übermittlung wird die Prinzipienlehre auch – mit Rückgriff auf eine Formulierung des Aristoteles – Platons „ungeschriebene Lehre“ genannt.
Inhaltlich soll es Platon darum gegangen sein, das Vorhaben der Zurückführung von Vielheit auf Einheit, dem die Ideenlehre diente, konsequent zum Abschluss zu bringen. Die vielfältige Welt der Sinnesobjekte führte er auf die Ideen zurück, die er als die Ursprünge alles sinnlich Wahrnehmbaren betrachtete. Damit reduzierte er die Mannigfaltigkeit der materiellen Erscheinungswelt auf die den Einzeldingen zugrunde liegenden einfachen, allgemeinen Prinzipien. Allerdings weist auch Platons Ideenbereich eine unübersehbare Vielzahl von Elementen auf, da jedem Begriff eine Idee entspricht. Somit war die Einführung der Ideen nur eine Etappe auf dem Weg von der maximalen Vielheit in der Erscheinungswelt zur größtmöglichen Einheit. Daraus ergab sich für Platon das Bestreben, die Anzahl der Ursprünge zu reduzieren und die Ideen auf wenige Grundprinzipien zurückzuführen. In den Dialogen finden sich verschiedene Ansätze, die in diese Richtung weisen: die hierarchische Struktur des intelligiblen Bereichs, der Vorrang der Idee des Guten, die über die anderen Ideen hinausragt, und die im späten Dialog Philebos vorgelegte Einteilung alles Seienden in vier Gattungen: das Unbegrenzte, die Begrenzung, das aus diesen beiden Gemischte und die Ursache der Mischung. Mit der Suche nach einem möglichst einfachen Ursprung aller Vielfalt und Komplexität der intelligiblen und materiellen Dinge machte sich Platon ein Anliegen der Vorsokratiker zu eigen, die unterschiedliche Antworten auf die Frage nach universalen Urprinzipien gegeben hatten.
Nach der auf den Quellenzeugnissen fußenden Rekonstruktion der Prinzipienlehre wollte Platon mit dieser Lehre die Existenz der Ideen erklären, so wie er mit der Ideenlehre die Existenz der Erscheinungswelt erklärte. Dabei nahm er zwei fundamentale Prinzipien an: das Eine (to hen) als Prinzip der Einheit und die „unbegrenzte“ oder „unbestimmte“ Zweiheit (ahóristos dyás). Die unbegrenzte Zweiheit nannte er auch das „Groß-und-Kleine“ (méga kai mikrón). Er sah in ihr das Prinzip der Verminder- und Vermehrbarkeit, des Zweideutigen und Unbestimmten und der Vielheit. Auf die Verbindung der beiden Urprinzipien, der letzten Anfangsgründe, wurde in der Prinzipienlehre die Ideenwelt zurückgeführt. Unklar ist das Verhältnis der beiden Urprinzipien. Sicher ist, dass Platon – falls er die Prinzipienlehre tatsächlich vertrat – dem Einen ontologisch einen höheren Rang zuwies als der unbegrenzten Zweiheit.
Klärungsbedürftig ist für die Befürworter der Authentizität der Prinzipienlehre der Umstand, dass in diesem Modell das Eine an der Spitze der Rangordnung steht, während Platon im Dialog Politeia die Idee des Guten zum obersten Prinzip macht. Die Einschätzung des Verhältnisses zwischen dem Einen und dem Guten hängt mit der umstrittenen Frage der Seinstranszendenz des Guten zusammen. Die Forscher, die für die Authentizität der Prinzipienlehre eintreten, sind in der Regel auch Befürworter der Seinstranszendenz des Guten. Daraus ergibt sich für die meisten von ihnen die Gleichsetzung der Idee des Guten mit dem Einen. „Das Gute“ und „das Eine“ sind dann nur zwei synonyme Bezeichnungen für das eine höchste Urprinzip der gesamten Wirklichkeit. So haben schon die antiken Neuplatoniker Platons Lehre verstanden.

### Ideen und Sinnesobjekte
Einerseits sind der Ideenbereich und der sichtbare Kosmos ihrer Natur nach völlig verschieden, andererseits besteht zwischen ihnen ein ontologisches Kausalitätsverhältnis. Platon versucht mit Umschreibungen und mittels einer mythischen Darstellung zu verdeutlichen, wie er sich die Getrenntheit der beiden Bereiche und zugleich die Einwirkung des einen auf den anderen vorstellt. Unter den sinnlich wahrnehmbaren „Dingen“, deren Ursachen die Ideen sind, sind nicht nur materielle Objekte zu verstehen, sondern auch Ereignisse und Handlungen.

#### Der Gegensatz zwischen Ideen und Sinnesobjekten
Das Verhältnis zwischen Ideen und Sinnesobjekten ist durch seine Einseitigkeit und durch die gegensätzliche Beschaffenheit der beiden Klassen von Entitäten gekennzeichnet. Dies zeigt sich in einer Reihe von Aspekten:
- Die Ideen verleihen den Sinnesobjekten Sein und Wesen, prägen also die gesamte Existenz der Sinneswelt; von den Sinnesobjekten hingegen geht keinerlei Einfluss auf den intelligiblen Bereich aus. Die Ideen sind als Urbilder die erzeugenden Instanzen, die Sinnesobjekte sind als Abbilder die Erzeugnisse. Jedes Sinnesobjekt verdankt sein Dasein und seine artspezifische Natur dem objektiven Sein und der Eigenart der ihm zugrunde liegenden Idee. Beispielsweise existieren Pferde mit ihren arttypischen Merkmalen, weil es die Idee des Pferdes gibt. Für die Idee des Pferdes hingegen spielt es keine Rolle, ob es auf der Erde Pferde gibt oder nicht.
- Die Ideen stellen die eigentliche Wirklichkeit dar, die Objekte der Sinneserfahrung nur eine abgeleitete Wirklichkeit.
- Die Ideen weisen ein unveränderliches Sein auf, die sinnlich wahrnehmbaren Gegenstände aufgrund ihrer Veränderlichkeit und Vergänglichkeit nur ein zeitabhängiges und damit defizitäres Sein.
- Die Ideen sind vollkommen, die Existenzweise der sinnlich wahrnehmbaren Gegenstände ist dagegen durch Mangelhaftigkeit charakterisiert. Beispielsweise hat ein Einzelding immer nur eine begrenzte, relative Schönheit. Es kann von etwas Schönerem übertroffen werden oder seine Schönheit einbüßen, und es ist nur teilweise oder in einer bestimmten Hinsicht schön. Die Idee des Schönen hingegen ist solchem Mehr oder Weniger entzogen, denn das Schöne als Idee ist absolut (ohne Abstufung oder Einschränkung) schön.

- Jede Idee schließt ihr Gegenteil aus. Sinnesobjekte hingegen sind stets etwas und zugleich dessen Gegenteil. Jedes schöne Sinnesobjekt hat auch einen hässlichen Aspekt. Ein heißes Einzelding ist nicht gänzlich frei von Kälte, ein kaltes nicht von Hitze. Mit „heiß“ wird nur ein Überwiegen der Hitze ausgedrückt.[40]

#### Der Zusammenhang von Ideen und Sinnesobjekten
Angesichts der radikalen Wesensverschiedenheit von Ideenbereich und materieller Erscheinungswelt stellte sich für Platon die Frage, wie zwischen den beiden Bereichen überhaupt ein Zusammenhang bestehen kann. Erklärungsbedürftig war, wie eine Einwirkung der abgetrennt existierenden Ideen auf die physische Materie möglich ist und wie die für den sichtbaren Kosmos charakteristische Verbindung von Geistigem und Materiellem zustande kommen kann. Zur Erklärung wurde eine vermittelnde Instanz oder ein vermittelndes Prinzip benötigt.
Mythische Darstellung
Auf der mythischen Ebene veranschaulicht Platon die Vermittlung, indem er einen Schöpfergott als vermittelnde Instanz einführt. Im Dialog Timaios erzählt er einen Schöpfungsmythos, der eine detaillierte Erklärung der Weltordnung bietet. Der Demiurg (Schöpfergott) erschafft den Kosmos nach dem Muster (parádeigma) der Ideen, auf die er dabei blickt. Darunter sind die Ideen der Elemente und aller Lebewesen – in der festen Rangordnung der Geschöpfe – und die Idee der Ewigkeit als Vorbild der Zeit. Der sichtbare Kosmos in seiner Gesamtheit ist ebenso wie jeder seiner Bestandteile ein Abbild dessen, was der Demiurg im Ideenbereich gesehen hat.
Teilhabe
Im Rahmen seiner philosophischen Deutung des Zusammenhangs von Ideen und Sinnesobjekten verwendet Platon den Begriff „Teilhabe“ (Methexis). Damit ist gemeint, dass ein Sinnesobjekt an einer Idee dadurch „Anteil hat“, dass es mit bestimmten Einschränkungen die Natur der Idee aufweist und dadurch gewissermaßen an deren Natur „beteiligt“ ist. Die Idee lässt Sinnesobjekten bestimmte Aspekte ihres eigenen Wesens zukommen, soweit die begrenzte Aufnahme- und Verwirklichungsfähigkeit des Materiellen dies gestattet. Weil die teilhabenden Sinnesobjekte das Wesen der Idee nicht in seiner Gesamtheit besitzen, sondern nur auf relativ unvollständige, unvollkommene Weise, und weil sie außerdem auch noch weitere Bestimmungen haben, bedeutet die Teilhabe keine Wesensgleichheit.
Wenn ein Sinnesobjekt an einer Idee Anteil hat, ist sie in ihm „anwesend“. Diese Anwesenheit oder Gegenwart (parousía) der Ideen im sichtbaren Kosmos ist aber nicht räumlich zu verstehen.
Jedes Ding hat an mehreren oder vielen Ideen Anteil und jede Idee lässt eine Vielzahl von Dingen an ihrem Wesen Anteil haben. Dadurch kommt die Mannigfaltigkeit der Dinge zustande. Der Teilhabe an den Ideen verdanken die Dinge die Gesamtheit ihrer Eigenschaften außer der Materialität. Beispielsweise ist ein großes Ding nur durch seine Teilhabe an der Idee der Größe groß, nicht aufgrund einer Beschaffenheit, die es von sich aus hat. Jedes Einzelding erhält seine besondere Beschaffenheit durch das Zusammenwirken der verschiedenen Ideen, die an seiner Gestaltung beteiligt sind und ihm die Gesamtheit seiner Merkmale (Größe, Farbe usw.) verleihen. Somit ist das Einzelding durch seine verschiedenen Teilhabebeziehungen konstituiert. Es hat an so vielen Ideen teil, wie es Eigenschaften hat.
Die jeweilige Art der Teilhabe bestimmt, in welchem Maße etwas über die besondere Eigenschaft verfügt, die es von einer bestimmten Idee empfängt. Wie gerecht ein Mensch ist, ergibt sich aus dem Grad seiner Teilhabe an der Idee des Gerechten.
In manchen Fällen ist die Teilhabe eines Dings an einer Idee nicht konstant; sie kann durch Veränderungen des Teilhabenden wachsen und abnehmen, beginnen und enden. Es gibt eine Art der Teilhabe, die vom Wesen eines Dings untrennbar ist (beispielsweise die Teilhabe der unsterblichen Seele am Leben), und eine nur zeitweilige Teilhabe, die entsteht oder wegfällt (beispielsweise Teilhabe eines Körpers an Ruhe oder Bewegung).
Die Teilhabe einer Sache an Ideen beruht ausschließlich darauf, dass sie deren Eigenschaften rein passiv aufnimmt. Beim Menschen hingegen kommt eine aktive Rolle des Teilhabenden ins Spiel: Er hat an den Ideen einzelner Tugenden und Fähigkeiten Anteil, weil er sich darum bemüht, diese Qualitäten zu erlangen.
Nicht restlos alles, was von einem Sinnesobjekt ausgesagt werden kann, ist durch Teilhabe eines Abbilds an Ideen erklärbar; die Materialität der Einzeldinge und ihr Vorhandensein an einem bestimmten Ort muss einen anderen Grund haben. Diesen zusätzlichen Faktor, die „dritte Gattung“ (neben Urbild und Abbild), erörtert Platon im Dialog Timaios. Die dritte Gattung ist das Prinzip der Materialität und der räumlichen Positionierung. Es handelt sich um ein aufnehmendes Substrat, das Platon mit einer Amme und einer Mutter vergleicht.
Nachahmung
In späten Dialogen verwendet Platon für das Verhältnis der Dinge zu den Ideen nicht mehr die Bezeichnung Teilhabe, sondern charakterisiert es mit Begriffen, die sich auf die Beziehung des Urbilds zum Abbild beziehen. In den Vordergrund tritt der Aspekt der Nachahmung (mímēsis). Er deutet den normativen Charakter der Ideen an. Das Werden des Vergänglichen ist Nachahmung des Seins des unwandelbar Seienden. Die Idee als Urbild ist das unerreichbare Vorbild ihrer Abbilder und damit der Maßstab für deren Qualität. Die Seelen der Menschen, die der Mangelhaftigkeit und Unbeständigkeit der Sinneswelt ausgesetzt sind, können im Ideenbereich die für sie maßgeblichen, naturgemäßen Normen finden.
Je besser ein Lebewesen oder sonstiges Ding einer bestimmten Art die Idee dieser Art kopiert, je getreuer es sein artspezifisches Vorbild abbildet, desto mehr nähert es sich seiner Bestform. Durch gute Nachahmung verwirklicht es seine spezifische aretḗ (Tauglichkeit, Vortrefflichkeit). Damit erfüllt es seine Aufgabe richtig und spielt die Rolle, die ihm von Natur aus zukommt. Beim Menschen ist die arete die Tugendhaftigkeit, die er sich aneignet, indem er sich an den Ideen der Tugenden orientiert.
Monismus: Die Gesamtwirklichkeit als Einheit
Durch die „Anwesenheit“ der Ideen in den vergänglichen Dingen, denen sie „innewohnen“, durch die Teilhabe oder Nachahmung besteht zwischen Ideen und Sinnesobjekten eine Gemeinschaft (koinōnía). Sie kommt sprachlich darin zum Ausdruck, dass die einzelnen Dinge die gleichen Benennungen tragen wie die Arten, zu denen sie gehören.
Das Einfache, Allgemeine und Umfassende ist für Platon stets das ontologisch Primäre. Auch dem Vielheitsprinzip weist er nachdrücklich einen notwendigen Einheitscharakter zu. Ohne ihn könnte es nicht ein Prinzip sein und für seine vielfältigen Erscheinungsweisen die einheitliche Obergattung darstellen. Als Einheit kann das Vielheitsprinzip weder dem Einen gleichursprünglich noch von ihm unabhängig sein, daher kommt nur ein Unterordnungsverhältnis in Betracht. Wegen des Primats der Einheit ist Platons Weltbild trotz des scharfen, schwer überbrückbaren Gegensatzes zwischen Ideen und Sinnesobjekten, Sein und Werden letztlich monistisch. Auch die Existenz zweier Urprinzipien in der Prinzipienlehre ist im Sinne einer ontologischen Rangordnung zwischen ihnen monistisch interpretierbar. Die Gewichtung der monistischen und der dualistischen Aspekte von Platons Denken und ihr Verhältnis zueinander ist allerdings in der Forschung umstritten.
In der Forschungsliteratur wird Platons Konzept wegen der Annahme eines separaten, keiner Einwirkung zugänglichen Ideenreichs oft als „Zwei-Welten-Theorie“ oder „Zwei-Welten-Modell“ bezeichnet. Die Angemessenheit solcher Begriffe ist umstritten. Es kommt darauf an, ob mit „Welten“ zwei unterschiedliche Bestandteile einer einzigen Wirklichkeit gemeint sind oder zwei abgetrennte Realitäten, zwischen denen es trotz „Teilhabe“ und „Nachahmung“ keine erklärbare Vermittlung geben kann. Platon hat in seinen Werken die Vermittlung nur umschrieben, nicht erklärt. Daraus kann aber nicht gefolgert werden, dass er das Vermittlungsproblem für unlösbar gehalten oder die Existenz einer Vermittlung bestritten hat.
Die ontologische Verschiedenheit des intelligiblen Bereichs und des Bereichs der Sinneswahrnehmung und damit die Berechtigung von Begriffen wie „Zweiweltenlehre“ betonen u. a. Rafael Ferber, Michael Erler und Giovanni Reale. Einem völlig anderen Ansatz folgen Philosophiehistoriker, welche die Annahme, es gebe bei Platon eine „Zwei-Welten-Vorstellung“, auf ein Missverständnis zurückführen. Als Wortführer dieser Forschungsrichtung sind Paul Natorp und Theodor Ebert hervorgetreten. Nach Eberts Interpretation ist die Unterscheidung von Abbild und Urbild nicht im Sinne einer ontologischen Differenz zu verstehen, sondern in einem funktionalen Sinn mit Bezug auf einen Erkenntnisprozess. Dieser Deutung zufolge unterscheidet Platon nicht zwischen Wirklichkeitsstufen und entsprechenden Erkenntnisstufen, sondern zwischen einem Erkenntnismittel und dem mit Hilfe dieses Mittels Erkannten; er geht nicht von einer Zweiteilung der Welt aus, sondern von der Unteilbarkeit des Erkenntnisvermögens. Gegen eine dualistische Interpretation von Platons Ontologie wenden sich auch John N. Findlay und Christoph Quarch. In diesem Sinne hatte sich schon im 19. Jahrhundert Richard Lewis Nettleship geäußert.

### Ideen und Erkenntnis
Ideen sind nicht über die sinnliche Wahrnehmung, sondern allein durch geistige Einsicht (nóēsis) erfassbar. Die dafür zuständige Instanz im Menschen ist der Nous (Intellekt), dessen Tätigkeit Platon als ein Schauen bezeichnet. Das Schauen ist metaphorisch zu verstehen, da sich die betrachteten Gegenstände jenseits der raumzeitlichen Ebene befinden. Der menschliche Intellekt hat aufgrund seiner Wesensverwandtschaft mit den Ideen Zugang zu ihnen, denn Ähnliches wird durch Ähnliches erkannt.

#### Ideenerkenntnis als Lebensziel
Für Platon zielt alles Erkenntnisstreben auf Wirkliches. Darunter versteht er das, was in jeder Hinsicht – immer, überall und notwendigerweise – wahr ist. Nur von solchen Gegebenheiten kann es für ihn ein aus philosophischer Sicht befriedigendes Wissen geben. Dieses Wissen bedarf einer Begründung, die sich ebenfalls auf den Bereich des Unveränderlichen beziehen muss.
Da sich die Welt der Sinnesobjekte ständig verändert, sind in jeder Hinsicht absolut wahre Aussagen über sie unmöglich. Daher kann es eine philosophisch befriedigende Erkenntnis nur von den Ideen geben, denn nur die Ideen sind einfach und immer mit sich selbst identisch. Die Sinneswelt kommt wegen ihrer Wechselhaftigkeit und Widersprüchlichkeit, ihres Mangels an Klarheit und Eindeutigkeit und wegen der Unzuverlässigkeit der Sinneswahrnehmung nicht als Objekt philosophischer Erkenntnis in Betracht. Wer aber Erkenntnis des ontologisch vorrangigen Ideenbereichs gewonnen hat, der erlangt dadurch auch die Fähigkeit, das Dasein in der materiellen Erscheinungswelt zu verstehen und zu meistern. Vom Verständnis der Urbilder aus werden deren Abbilder begreiflich. Wenn der Philosoph Einsicht in das schlechthin Wahre und ewig Gültige, das er im Ideenbereich vorfindet, gewonnen hat, kann er sich in der davon abhängigen Welt des Werdens und Vergehens orientieren, die Dinge korrekt benennen und sich generell richtig verhalten. Mit dem Ideenwissen ausgerüstet kann er sowohl die Natur erklären als auch einen Staat weise lenken.
Die Ideen, die für die Lebensführung von zentraler Bedeutung sind, sind die Ideen der Tugenden. Platon bezeichnet sie als die „größten Erkenntnisobjekte“ (mégista mathḗmata). Das oberste Erkenntnisziel ist die Idee des Guten; sie nimmt unter den Ideen den höchsten Rang ein.

#### Die Anamnesis-Theorie
Mit dem Anamnesis-Konzept will Platon begreiflich machen, wie man von der Welt der Sinne aus zur Erkenntnis von Ideen vorstoßen kann. Dabei geht er von seiner Überzeugung aus, dass die Seele nicht nur unsterblich ist, sondern auch präexistent, das heißt, dass sie sowohl vor der Entstehung des Körpers als auch nach dessen Tod existiert. Nach der Seelenwanderungslehre ist sie nicht von Natur aus mit einem bestimmten Körper verbunden, sondern bewohnt und beseelt nacheinander viele Körper, macht also zahlreiche irdische Leben durch. In der Zeit zwischen zwei irdischen Leben ist sie körperlos und hält sich in einem jenseitigen Bereich auf. Dort erhält sie Gelegenheit, an einem „überhimmlischen Ort“ die Ideen zu betrachten. Da sich diese Wahrnehmung auf die Ideen selbst richtet und nicht auf die ihnen nur ähnlichen Objekte der Sinnesorgane, ist sie nicht mit der Unsicherheit und den Mängeln der täuschenden Sinneswahrnehmungen behaftet. Vielmehr handelt es sich um eine unmittelbare und irrtumsfreie Wahrnehmung des Ideenbereichs. Der Ausdruck „überhimmlischer Ort“ ist als Metapher für einen transzendenten Bereich zu verstehen, da die Ideen nicht räumlich sind.
Die auf diesem Weg erlangte Kenntnis der Ideen ist das „ureigene Wissen“ der Seele, das immer in ihr erhalten bleibt, aber während des irdischen Lebens in der Regel verborgen ist. Durch die Verbindung mit einem irdischen Körper werden die kognitiven Fähigkeiten der Seele stark beeinträchtigt, und sie besitzt keinen unmittelbaren Zugang zu ihrem Ideenwissen mehr. Zwar behält sie grundsätzlich die Fähigkeit, sich daran zu erinnern, doch bedarf sie dazu eines Anstoßes, der diese Fähigkeit aktiviert und eine Suche nach dem verlorenen Wissen auslöst. Beispielsweise kann die Betrachtung einzelner Sinnesobjekte in der Seele Erinnerungen an die Ideen, deren Abbilder diese Dinge sind, hervorrufen. Der Anstoß zur Anamnesis kann von Sinneseindrücken ausgehen, die einer begrifflichen Deutung bedürfen, oder auch von einer zum Nachforschen anregenden Unterredung. Da die Natur ein einheitliches Ganzes bildet, das der Seele in seiner Gesamtheit vertraut ist, kann jede Beobachtung und jeder Hinweis einen solchen Anstoß geben und eine Erinnerung an eine bestimmte vergessene Einzelheit auslösen. Von dieser Erinnerung aus kann der Zugang zu anderen Einzelheiten gewonnen werden. Die einzige Voraussetzung dafür ist die nötige Beharrlichkeit.

#### Diskurs und Schau
Im Rahmen eines philosophischen Gesprächs vollzieht sich die Anamnesis nicht als einzelner Schritt vom Nichtwissen zum Wissen, sondern als ein auf Argumente gestützter diskursiver Erkenntnisprozess. Dabei verwandelt sich eine bloße richtige Meinung in Verstehen, über welches man Rechenschaft ablegen kann. Trotz des diskursiven Charakters des Prozesses verwendet Platon auch in diesem Zusammenhang gern die Metapher des Schauens. Das, was der Schauende „vor Augen hat“, ist das Gewusste, zu dem er in dem Erkenntnisprozess Zugang gefunden hat. Das schauende Subjekt ist die Seele. Daher bedient sich Platon der Metapher „Auge der Seele“. Das Auge der Seele wird durch die Dialektik, die philosophische Methode der Erkenntnisgewinnung, aus dem „barbarischen Morast“, in dem es vergraben war, hervorgezogen und nach oben gerichtet.
Allerdings ist – wie aus den Ausführungen im Dialog Phaidon hervorgeht – das durch Anamnesis ermöglichte Schauen keine direkte Wahrnehmung der Ideen, sondern nur ein Zugriff auf Inhalte der Erinnerung. Es ist daher von weit geringerer Qualität als die unmittelbare, intuitive Schau nach der Trennung der Seele vom Körper und nicht mit ihr zu verwechseln. Die im Phaidon dargelegte Erkenntnistheorie ist pessimistisch. Sie besagt, dass die Bedingungen des menschlichen Daseins prinzipiell keine direkte, uneingeschränkte Ideenwahrnehmung gestatten. Zu einer optimistischeren Einschätzung gelangt Platon im Symposion und in der Politeia. Dort erscheint eine Ideenschau schon während des Aufenthalts der Seele im Körper als möglich.
Neben der Schau, die mittels eines diskursiven Prozesses herbeigeführt werden kann, kennt Platon auch eine andere Art Schau, die intuitiven und religiösen Charakter hat und sich auf einen transzendenten Bereich jenseits der Ideenwelt bezieht.

### Wovon es Ideen gibt
Eine Idee gibt es von jeder in der Sinneswelt vorhandenen Gruppe von Einzeldingen, die denselben Namen tragen und somit eine Art bilden. Demnach entspricht jedem Begriff eine Idee. Erwähnt werden in Platons Dialogen unter anderem Ideen von Leblosem und von Lebewesen, von Artefakten wie Bett und Tisch, von Qualitäten wie Wärme, Kälte und Farbe, von Größe und Kleinheit, von Handlungen, von Bewegung und Ruhe, von Abstraktem wie Identität, Ähnlichkeit und Gleichheit, von Tugenden und geometrischen Figuren.
Obwohl die Ideen von Bett und Tisch im Dialog Politeia und die Idee des Weberschiffchens im Dialog Kratylos ausdrücklich genannt werden, bestreitet Aristoteles, dass Platon tatsächlich Ideen von Artefakten angenommen hat.
Im Dialog Parmenides fragt der Philosoph Parmenides den jungen Sokrates, ob auch von als wertlos und verächtlich geltenden Dingen wie Haaren, Schlamm und Schmutz Ideen anzunehmen seien. Sokrates verneint dies. Parmenides führt diese Antwort auf Sokrates’ jugendliche Unerfahrenheit zurück, die ihn dazu verführt habe, sich von der gängigen Verachtung solcher Dinge beeinflussen zu lassen. Platon hat Ideen nicht nur von Wertlosem, sondern auch von Übeln wie dem Hässlichen und dem Ungerechten angenommen. Ideen von nur negativ abgrenzenden Bestimmungen wie „Nichtgrieche“ (bárbaros) hat er aber verworfen, da es sich nicht um Artbezeichnungen handle und die Elemente solcher Mengen keine gemeinsamen Merkmale aufwiesen.

### Zahlen
Platon unterscheidet zwischen den mathematischen Zahlen und metaphysischen „idealen“ (eidetischen) Zahlen. Im Gegensatz zu mathematischen Zahlen lassen sich metaphysische keinen arithmetischen Operationen unterziehen. Beispielsweise ist, wenn es um ideale Zahlen geht, mit der Zwei nicht die Zahl 2, sondern das Wesen der Zweiheit gemeint. Die idealen Zahlen stehen vermittelnd zwischen dem Einen und dem Unbegrenzten. Nach der Prinzipienlehre sind sie aus den Prinzipien abzuleiten.
Nach Angaben des Aristoteles schrieb Platon den Ideen einen zahlenhaften Charakter zu. Dies ist aber nicht so zu verstehen, dass Platon jede Idee auf eine bestimmte Zahl reduziert hat. Er hat zwar eine enge Verbindung zwischen Ideen und idealen Zahlen angenommen, doch ist diese nicht als völlige ontologische Identifikation zu deuten.
Hinsichtlich der mathematischen Gegenstände – der arithmetischen und geometrischen Entitäten – behauptet Aristoteles, Platon habe ihnen eine Zwischenstellung zwischen den Ideen und den Sinnesobjekten zugewiesen, denn sie hätten mit den Ideen die Unveränderlichkeit gemeinsam, mit den Sinnesobjekten die Vielheit. Ob Platon tatsächlich eine Zwischenstellung der mathematischen Entitäten angenommen hat, ist in der Forschung umstritten.

## Offene Fragen
Die Ideenlehre wirft eine Vielzahl von Fragen auf, die Platon in seinen Werken offengelassen hat. Manche von ihnen hat er übergangen, andere hat er erörtert, aber nicht geklärt. Die Theorie eines eigenständigen Ideenbereichs hat schon zu seinen Lebzeiten zu einer Reihe von Schwierigkeiten und Missverständnissen geführt. Diese hängen insbesondere mit der „Verdinglichung“ abstrakter Gebilde zusammen. Die Verdinglichung ist das Resultat einer Denkweise, die platonische Ideen wie Gehalte von Sinneswahrnehmung behandelt. Sie führt zu Aporien (Ausweglosigkeiten), die Platon selbst aufgezeigt hat, um die Verdinglichung als Irrweg zu erweisen.
Platons Kritik an Interpretationen der Ideenlehre, die er für unhaltbar hielt, hat manche Forscher zur Annahme bewogen, er habe in der letzten Phase seines Schaffens die Ideenlehre oder zumindest einen Teil ihres Kerngehalts wegen unlösbarer Widersprüche aufgegeben („Revisionismus-Hypothese“). Diese Auffassung ist vor allem in der englischsprachigen Forschung verbreitet. Zu ihren bekanntesten Befürwortern zählen Gilbert Ryle und Gwilym Ellis Lane Owen. Die Gegenmeinung lautet, er habe die Schwierigkeiten nicht für unüberwindlich gehalten oder eine Variante der Ideenlehre gefunden, die den Aporien entgeht. Zu den entschiedenen Vertretern dieser Position gehört Harold Cherniss.

### Die Ideenfreunde und die Erkennbarkeit der Ideen
In Platons Dialog Sophistes wird eine Auseinandersetzung mit nicht namentlich genannten „Ideenfreunden“ (eidōn phíloi) geführt. Eine Autoritätsperson, der „Fremde aus Elea“, berichtet von einem „Gigantenkampf“ zwischen zwei Richtungen: den Materialisten, die „alles aus dem Himmel und dem Unsichtbaren auf die Erde herunterziehen“ und nur Körperliches für seiend halten, und den „Ideenfreunden“, die sich gegen den Materialismus „von oben herab aus dem Unsichtbaren verteidigen“ und nur dem Unkörperlichen, rein Geistigen – den Ideen – wahres Sein zubilligen. Der Fremde setzt sich kritisch mit beiden Positionen auseinander.
Die Frage, wer die „Ideenfreunde“ sind, ist seit langem umstritten. Die Hypothese, dass es sich um Megariker handelt, wird in der neueren Forschung nicht mehr vertreten. Diskutiert werden noch drei Möglichkeiten:
- dass es italische Pythagoreer sind.
- dass es Schüler Platons sind, die für eine von ihm missbilligte Variante der Ideenlehre eintreten.
- dass Platon sich selbst meint, also Selbstkritik übt und eine früher von ihm vertretene Fassung der Ideenlehre verwirft. Die Befürworter dieser Interpretation machen geltend, dass das den Ideenfreunden zugeschriebene Konzept auffällig mit der Position, die Platon in manchen Dialogen wie etwa dem Phaidon vertreten hat, übereinstimmt. Die Deutung, dass Platon sich selbst meint, passt allerdings nicht zu seinen Angaben über den „Gigantenkampf“.[76]

Die Ideenfreunde betonen eine strikte Trennung von Sein und Werden und lehnen es ab, dem Veränderlichen ein Sein zuzuschreiben. Sie bestreiten die Möglichkeit von Leben und Bewegung im Bereich des wahrhaft Seienden. Ihre Variante der Lehre von der Abgetrenntheit der Ideenwelt ist so radikal, dass sie in einen Widerspruch geraten, wenn sie die Erkennbarkeit der Ideen behaupten. Diesem Konzept („isolationistische Ideenlehre“) hält der Fremde aus Elea seine gemäßigte Position entgegen, der zufolge die Bewegung – ebenso wie die Ruhe – dem Seienden nicht abgesprochen werden kann und dem rein geistigen Bereich Leben zukommt.
Die Kritik des Fremden an der Position der Ideenfreunde spricht ein Problem an, mit dem sich Platon auch im Dialog Parmenides auseinandersetzt: Die Problematik der Trennung von Ideenbereich und Sinneswelt, die in der Ontologie das Vermittlungsproblem aufwirft, wirkt sich auch auf die Erkenntnistheorie aus. Im Parmenides wird die Frage erörtert, ob die Ideen nicht wegen ihrer Abgetrenntheit prinzipiell unerkennbar sind. Damit wäre die platonische Philosophie gescheitert und jegliche Wissenschaft im Sinne von Platons Wissenschaftsverständnis unmöglich.

### Die Selbstprädikation
Beim Versuch, den Zusammenhang zwischen den Ideen und den Dingen der Sinneswelt zu erklären, stieß Platon auf weitere Probleme, die er im Parmenides erörtert oder zumindest angedeutet hat. Dazu gehört die Frage, ob ein Sinnesobjekt an einer Idee als ganzer oder nur an einem Teil von ihr teilhat; beide Annahmen scheinen zu unannehmbaren Konsequenzen zu führen. Das schwierigste Problem ist die Frage der Teilhabe einer Idee an sich selbst („Selbstprädikation“). Die Selbstprädikation (beispielsweise die Aussage „Die Idee der Schönheit ist selbst schön“) führt zu Einwänden gegen die Ideenlehre, die als die beiden „Argumente des dritten Menschen“ bekannt sind („Third Man Argument“, TMA). Die Bezeichnung „dritter Mensch“ (trítos ánthrōpos) ist erst bei Aristoteles bezeugt, der Gedankengang wird aber schon in Platons Parmenides dargelegt und erörtert.
Den Ausgangspunkt des ersten Arguments bildet die Annahme, dass alle Elemente einer Klasse – beispielsweise alle Menschen als Elemente der Klasse Mensch – das, was sie sind, durch Teilhabe an der Idee dieser Klasse sind. Wenn es eine Idee „Mensch“ gibt, die getrennt von den einzelnen Menschen existiert und ihnen die Eigenschaft verleiht, Mensch zu sein, stellt sich die Frage, ob diese Idee die Eigenschaft, die sie verleiht, selbst ebenfalls aufweist. Es wird also gefragt, ob die Idee des Menschen zur Klasse der Menschen gehört oder ob die Idee des Schönen selbst schön ist. Wird diese Frage verneint, so wird die Idee von sich selbst ausgeschlossen. Wird sie bejaht, so gilt für die Idee des Menschen ebenso wie für die übrigen Elemente dieser Klasse, dass eine Idee erforderlich ist, die ihr die Eigenschaft verleiht, Mensch zu sein. Diese Idee wäre der „dritte Mensch“, der zum Menschen als Individuum und zum Menschen als Idee hinzukäme. Für den dritten Menschen wäre dann aus dem gleichen Grund eine weitere Idee erforderlich usw. Damit wäre ein infiniter Regress eingetreten. Es gäbe nicht nur eine Idee des Menschen, sondern deren unendlich viele.
Betrachtet man die Idee als Urbild und die Sinnesobjekte als dessen Abbilder, so stellt sich ein Problem desselben Typs. Dies ist das zweite Argument des dritten Menschen. Zwischen Urbild und Abbild besteht eine Ähnlichkeitsbeziehung. Zwei Dinge sind ähnlich, weil sie in etwas, das ihnen gemeinsam ist und sie verbindet, übereinstimmen. Sie sind also ähnlich in Bezug auf etwas, das mit keinem von beiden identisch ist. Somit muss auch die Ähnlichkeit zwischen Urbild und Abbild auf etwas beruhen, das von ihnen verschieden ist: einem ihnen gemeinsamen Urbild. Wiederum tritt der infinite Regress ein.
Im Parmenides wird das Problem des dritten Menschen nicht gelöst. Ob Platon eine Lösung gefunden hat und ob er gegebenenfalls an der Selbstprädikation festgehalten hat, ist unbekannt. Alle in der Forschungsliteratur erörterten Lösungsvorschläge haben Stärken und Schwächen, keiner befriedigt gänzlich.
Eine von Gregory Vlastos vorgeschlagene Lösungsmöglichkeit ist als „Paulinische Prädikation“ bekannt. Sie nimmt auf eine Stelle im Ersten Korintherbrief des Apostels Paulus Bezug, wo festgestellt wird: „Die Liebe ist langmütig“. Grammatisch ist das eine Aussage über die Liebe, inhaltlich aber über Personen, die lieben. Es ist also zwischen der syntaktischen und der logischen Form der Aussage zu unterscheiden; ein syntaktisch selbstprädikativer Satz ist nicht notwendigerweise ein echter selbstprädikativer Satz. Demnach wäre auch der Satz „Die Schönheit ist schön“ nicht selbstprädikativ; er würde nur besagen, dass alle schönen Dinge schön sind.
Einen anderen Ansatz wählt Peter T. Geach. Er schlägt vor, Ideen weder als Eigenschaften noch als Begriffe zu betrachten, sondern als Standards (Beurteilungsmaßstäbe). Als solche seien sie Gegenstände einer besonderen Art, von denen selbstprädikative Aussagen ohne absurde Konsequenzen möglich seien.
Eine weitere, u. a. von Richard S. Bluck und Gail Fine befürwortete Möglichkeit ist, dass das F-Sein der Idee von F einen anderen Grund hat als das F-Sein der Einzeldinge, die F sind, weil sie an einer Idee teilhaben, die von ihnen verschieden ist. Bei dieser Hypothese handelt es sich um eine Einschränkung der Gültigkeit der von Vlastos formulierten „Nichtidentitätsannahme“, der zufolge etwas nur F sein kann, wenn es an einer Idee von F teilhat, mit der es nicht identisch ist. Ob Platon eine solche Einschränkung erwogen hat, ist unbekannt.
Knut Eming meint, die Selbstprädikation trete nur scheinbar auf. Der Eindruck der Selbstprädikation entstehe, weil das in den betreffenden Sätzen Gemeinte in einer natürlichen, nichtformalen Sprache nicht adäquat ausgedrückt werden könne: Die Sprache selbst führe eine Verdinglichung herbei, die aber nicht in der Natur der Sache liege. Platons Ideendenken stehe dem natürlichen Sprechen und Denken sowohl seiner Zeitgenossen als auch heutiger Leser entgegen.

## Rezeption

### Antike
In der Antike hielten die weitaus meisten Platoniker an der Ideenlehre fest. In den anderen Philosophenschulen fand sie aber keinen Anklang. Insbesondere die eingehende Kritik des Aristoteles fand viel Beachtung. Manche Kritiker wiesen auf das Problem der Selbstprädikation hin, andere machten die mangelnde Beweisbarkeit der Ideenlehre zum Ansatzpunkt ihrer teils spöttischen Angriffe.

#### Meinungen in Platons Akademie
Platons Schüler und Nachfolger als Leiter (Scholarch) der Akademie, Speusippos, wandte sich völlig von der Ideenlehre ab. Er verwarf die Vorstellung eines eigenständigen Seins der Ideen. An die Stelle der Ideen setzte er die Zahlen und die geometrischen Figuren. Ihnen wies er eine selbständige, unabhängige metaphysische Existenz als höchste Seinsstufe unmittelbar nach dem Einen zu. Er betrachtete sie als vom menschlichen Geist unmittelbar erfassbare Realitäten, deren Erkenntnis den Ausgangspunkt aller sonstigen Erkenntnisse bilde.
Xenokrates, der Nachfolger des Speusippos, hielt am Ideenkonzept fest, griff aber auch Gedankengut des Speusippos auf. Er ging von einer zahlenmäßig strukturierten Gesamtheit der Ideen aus und schrieb ihnen zahlenhaften Charakter zu. Nach seiner Lehre muss die Zahlenhaftigkeit der Ideenhaftigkeit ontologisch vorausgehen, da die Ideen eine Vielheit bilden, was nur durch ihre Teilhabe an den Zahlen möglich ist. Nur für die Naturdinge nahm Xenokrates Ideen an; Ideen von Artefakten schloss er aus, da Produkte des Menschen im Gegensatz zu Naturdingen nicht immer vorhanden sind. Der Art gab er gegenüber der Gattung ontologische Priorität. Demnach steht etwa die Art Hund über der Gattung Tier. Die Art kann ohne die Gattung bestehen, die Gattung hingegen entfällt, wenn die Arten entfallen. Damit kehrte Xenokrates die von Platon angenommene hierarchische Ordnung im Ideenreich um. Dieser Schritt ist in der Forschung als eine Art „kopernikanische Revolution“ im Platonismus bezeichnet worden.
Der Mathematiker und Philosoph Eudoxos von Knidos, der möglicherweise zeitweilig der Akademie angehörte, vertrat ein Ideenkonzept, das demjenigen Platons fundamental widersprach. Er versuchte das Teilhabeproblem mit einer Mischungslehre zu lösen, indem er annahm, die Ideen seien den Sinnesobjekten beigemischt. Aristoteles verglich dies mit der Beimischung einer Farbe zum von ihr Gefärbten. Anscheinend ging Eudoxos im Gegensatz zu Platon von einer räumlichen Anwesenheit der Ideen in den Dingen aus, hielt aber zugleich an der platonischen Lehre von der Unkörperlichkeit, Unwandelbarkeit, Urbildlichkeit, Einfachheit und separaten Existenz der Ideen fest. Gegen diese Variante der Ideenlehre erhob Aristoteles den Vorwurf der Widersprüchlichkeit. Der Peripatetiker Alexander von Aphrodisias überliefert peripatetische, angeblich von Aristoteles stammende Argumente zur Widerlegung der Ideenlehre des Eudoxos.

#### Die peripatetische Kritik

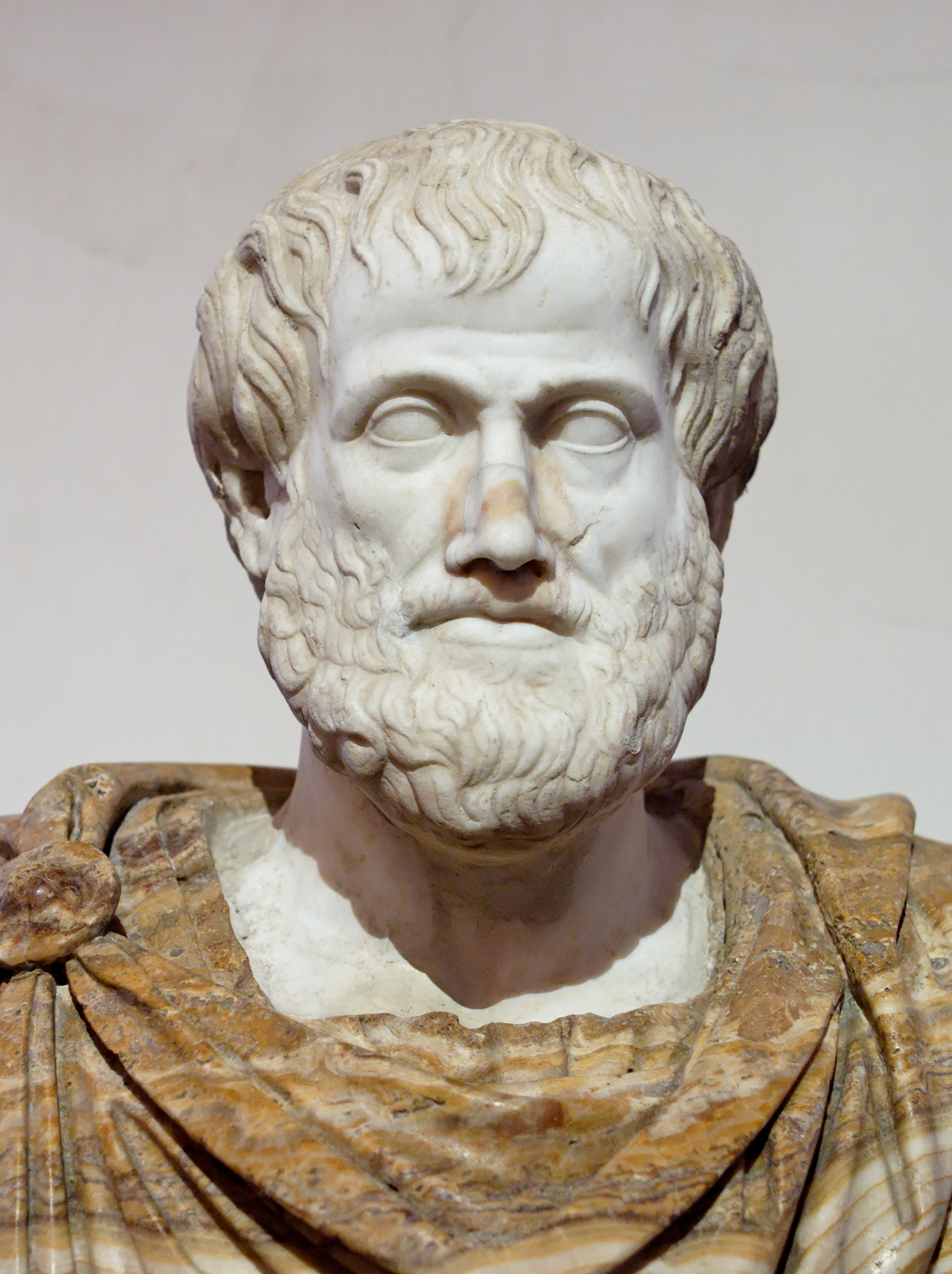
Aristoteles, Büste im Palazzo Altemps, Rom

Aristoteles, der Gründer der peripatetischen Schule, setzte sich intensiv mit den verschiedenen in Platons Akademie diskutierten Varianten der Ideentheorie auseinander und versuchte, sie zu widerlegen. Er formulierte seine Kritik hauptsächlich in seinen heute verlorenen Schriften Über die Ideen und Über die Philosophie sowie in seiner Metaphysik. In seiner Nikomachischen Ethik kritisierte er die Annahme einer Idee des Guten und ging auch auf Einwände gegen seine Argumentation ein.
Aristoteles hielt die Beweisführungen für die Existenz der Ideen für nicht überzeugend. Insbesondere machte er geltend, die Ideenlehre könne ihren Zweck, eine Erklärung für die Existenz der Sinnesobjekte zu bieten, nicht erfüllen. Im Platonismus bestehe eine ontologische Kluft zwischen Ideenwelt und Sinneswelt. Diese sei mit der Behauptung, die Sinneswelt sei ein Erzeugnis der Ideenwelt, unvereinbar, denn es gebe nichts, was die Kluft überbrücken und die angenommene Einwirkung der Ideen auf die Sinneswelt erklären könnte („Chorismos“-Argument). Zwischen den beiden Bereichen könne kein Zusammenhang bestehen, da eine vermittelnde Instanz fehle. Platon habe die Ideen nur als Formursachen der Sinnesobjekte konzipiert und habe es versäumt, eine Wirkursache oder Zweckursache anzugeben. Außerdem hielt Aristoteles die für die platonische Ideenlehre fatale Verdinglichung der eigenständig existierenden Ideen für unausweichlich. Er meinte, die scheinbar allgemeinen Ideen könnten als separate Entitäten nichts Allgemeines sein, sondern nur eine besondere Art von Einzeldingen. Die Vorstellung einer abgetrennten Ideenwelt führe nur zu einer hypothetischen Verdoppelung der Welt, die zum Verständnis der Wirklichkeit nichts beitrage und daher unnötig sei. Die Platoniker begingen Kategorienfehler, denn sie hätten nicht gesehen, dass substantivierte Abstrakta wie „das Weiße“ keine ousiai („Substanzen“), sondern Qualitäten seien, und sie hätten den Unterschied zwischen ersten und zweiten ousiai nicht beachtet. Überdies seien separat existierende Ideen als Einzeldinge einzeln und nicht allgemein. Daher seien sie undefinierbar, denn nur Allgemeines könne definiert werden, und damit auch unerkennbar. Aus der Annahme, dass Ideen und Einzeldinge ähnlich sind, folge nicht, dass die Ideen die Urbilder der Einzeldinge sein müssen und diese ihnen nachgebildet sind. Wenn die Ideen ursächlich wären, müssten sie immer kontinuierlich erzeugen, da das Teilhabefähige immer bestehe; das Entstehen sei aber diskontinuierlich. Die Vorstellung der Teilhabe sei nicht durchdacht; es handle sich nicht um eine philosophische Erklärung, sondern nur um ein leeres Wort, eine poetische Metapher, deren Bedeutung Platon nicht untersucht habe. Platons Darlegung seiner Theorie der idealen Zahlen sei unzulänglich, er habe Probleme dieser Theorie nicht erkannt.
Der kaiserzeitliche Aristoteliker Alexander von Aphrodisias trägt in seinem Kommentar zur Metaphysik des Aristoteles eine Reihe von peripatetischen Argumenten gegen die Ideenlehre vor. Beispielsweise wendet er gegen die Idee des Gleichen ein, sie könne keine einheitliche Idee sein; vielmehr müsste es mehrere Ideen des Gleichen geben, denn das ideale Gleiche müsste einem anderen idealen Gleichen gleich sein, um überhaupt gleich sein zu können.

#### Mittelplatonismus
Bei den Mittelplatonikern stand die Kosmologie im Mittelpunkt des Interesses. Die Philosophen betrachteten die Ideenkonzeption vorwiegend unter kosmologischem Gesichtspunkt und verbanden sie mit ihren Vorstellungen vom göttlichen Walten im Kosmos. Sie unterschieden zwischen der höchsten, absolut transzendenten Gottheit, die in keiner direkten Beziehung zur sinnlich wahrnehmbaren Welt steht, und dem ihr untergeordneten Schöpfergott, dem Demiurgen. Der Schöpfergott galt als Wirkursache der Sinnesobjekte, in den Ideen sah man die paradigmatische (urbildliche) Ursache, in der Materie die Stoffursache. Dies wird in der Forschung als die mittelplatonische „Drei-Prinzipien-Lehre“ bezeichnet.
Trotz ihrer Einbettung in umfassende, komplexe kosmologische und theologische Konzepte verlor die Ideenlehre bei den Mittelplatonikern nicht an Bedeutung. Sie galt als zentraler Bestandteil des Platonismus und wurde gegen die Kritik aus anderen Philosophenschulen verteidigt.
Die Frage, wo die Ideen sind und wie ihr Verhältnis zur Gottheit ist, wurde unterschiedlich beantwortet. Ob sie im göttlichen Nous oder außerhalb von ihm zu verorten sind, darüber gingen die Meinungen auseinander. Meist betrachtete man sie als Gedanken des absolut transzendenten Gottes oder des Schöpfergottes. Dabei standen die Mittelplatoniker unter dem Einfluss der Theologie des Aristoteles, der zufolge Gott sich selbst denkt und dies seine einzige Tätigkeit ist. Es gab aber auch die Ansicht, dass den Ideen eine eigenständige Existenz unabhängig vom göttlichen Intellekt zukomme. Die Problematik der Vermittlung zwischen rein Geistigem und Materiellem gab Anlass zur Unterscheidung zwischen transzendenten Ideen als göttlichen Gedanken und immanenten Ideen in der Sinneswelt, die zwischen den transzendenten Ideen und dem materiellen Bereich vermitteln.
Der Mittelplatoniker Alkinoos gab in seinem einflussreichen Lehrbuch Didaskalikos eine Definition der Idee: „Die Idee ist im Hinblick auf Gott sein Denken, im Hinblick auf uns erster Gegenstand des Denkens, im Hinblick auf die Materie Maß, im Hinblick auf den sinnlich wahrnehmbaren Kosmos Muster, im Hinblick auf sich selbst betrachtet Ousia.“ Ferner geht aus den Angaben des Alkinoos, der vermutlich im 2. Jahrhundert lebte, hervor, dass die Mittelplatoniker mehrheitlich der Meinung waren, es gebe nur von Naturgemäßem Ideen. Ideen von Artefakten, von Naturwidrigem wie Krankheiten, von einzelnen Individuen, von Wertlosem wie Schmutz und von Relationen wie „größer“ wurden als unmöglich betrachtet, da die Ideen als vollkommen und göttlich galten.
Der stark vom Platonismus beeinflusste jüdische Denker Philon von Alexandria schloss sich dem mittelplatonischen Modell an. Er identifizierte den „Ideenkosmos“, der das erste Abbild Gottes sei, mit Gottes Vernunft, dem göttlichen Logos. Der Logos sei die gedachte Welt, nach deren „höchst gottähnlichem“ Vorbild Gott die sichtbare Welt geschaffen habe. So erhalten die Ideen bei Philon die Rolle der vermittelnden Instanz zwischen dem transzendenten Gott und der geschaffenen Welt.

#### Neuplatonismus
Plotin, der Begründer des Neuplatonismus, und die späteren Neuplatoniker, die sein ontologisches Modell ausbauten, nahmen eine dreiteilige Grundstruktur der geistigen Welt mit drei hierarchisch geordneten Prinzipien an: Zuoberst steht das absolut transzendente „Eine“, darunter der überindividuelle Geist oder Intellekt (Nous), gefolgt vom seelischen Bereich.
Der Nous ist nach der neuplatonischen Lehre die Welt des reinen Denkens. Er denkt ausschließlich sich selbst, das heißt seine Inhalte: die Objekte des reinen Denkens in ihrer Gesamtheit. Der Nous besteht aus nichts anderem als der Gesamtheit der platonischen Ideen und ist deren einziger ontologischer Ort. Diese Position ist in dem berühmten Lehrsatz Die Ideen existieren nur innerhalb des Nous ausgedrückt, der den Kern von Plotins Ideenlehre zusammenfasst. Die Ideen sind aber nicht Teile des Nous in Analogie zu einem aus Teilen zusammengesetzten räumlichen Objekt, sondern jede einzelne Idee ist der Nous als Einzelnes, das heißt, sie enthält den ganzen Nous und damit alle anderen Ideen in sich. Das bedeutet, dass alle Ideen sich wechselseitig durchdringen; sie sind ungetrennt, doch ohne dabei ihre jeweilige Eigentümlichkeit einzubüßen.
Im nachplotinischen Neuplatonismus wurde – wie schon im Mittelplatonismus – zwischen den transzendenten Ideen und den Ideen als immanenten Formen der Sinnesobjekte unterschieden. Da eine Teilhabe materieller Objekte an den transzendenten Ideen als unmöglich galt, wurde die Teilhabe der Sinnesdinge an den Ideen auf die immanenten Formen bezogen. Die Philosophen der von Iamblichos begründeten Richtung des spätantiken Neuplatonismus meinten, es gebe keine Ideen von Artefakten, Naturwidrigem, Übeln und Individuen.
Die Menge der Ideen galt gewöhnlich als endlich. Eine Minderheitsposition vertrat Amelios Gentilianos, ein Schüler Plotins, der ihre Anzahl für unendlich hielt, womit er das Prinzip der numerischen Unendlichkeit in der intelligiblen Welt zuließ.
Der Neuplatoniker Syrianos († um 437) setzte sich gründlich mit der Kritik des Aristoteles an der Ideenlehre auseinander. Er versuchte sie zu widerlegen, indem er sie in zehn Argumente aufgliederte und auf diese einzeln einging.
Erst im 6. Jahrhundert – bei Simplikios und dem christlichen Philosophen Johannes Philoponos – ist eine terminologische Kennzeichnung der platonischen Ideen durch Zuweisung an ihren Urheber im Sinne des heutigen Sprachgebrauchs bezeugt („Platons Ideen“, „Ideen nach Platon“).

#### Kirchenväter
In der christlichen Literatur wurde die Ideenlehre bis um die Wende vom 2. zum 3. Jahrhundert gewöhnlich abgelehnt, übergangen, verspottet oder zumindest distanziert betrachtet. Dann setzte ein Umdenken ein; es begannen Versuche, ein Ideenkonzept in das christliche Weltbild zu integrieren. Den Anfang machte Clemens von Alexandria. Anstöße gab das Modell, das Philon von Alexandria entwickelt hatte.
Für die antiken Kirchenväter, welche eine Form der Ideenlehre akzeptierten, stand es fest, dass die Ideen nicht unabhängig von Gott existierten, sondern seine Erzeugnisse seien. Man nahm an, dass er sie vor der sichtbaren Welt in seinem Denken hervorgebracht habe oder dass sie zeitunabhängig im göttlichen Geist vorhanden seien. Unter den christlichen Befürwortern der Ideenlehre war die Vorstellung verbreitet, es handle sich nicht um eine Entdeckung Platons. Die Lehre sei zwar nicht dem Namen, aber der Sache nach schon vor dem griechischen Philosophen bekannt gewesen. Der ursprüngliche Verkünder der im Platonismus enthaltenen Wahrheit sei Moses gewesen, dem Platon sein Wissen verdankt habe. Anklang fand in christlichen Kreisen der platonische Gedanke, eine Erkenntnis der Ideen sei möglich, setze aber eine Reinigung der Seele und deren Abkehr von der Sinneswelt voraus.
Der Kirchenvater Augustinus entwickelte eine christliche Ideenlehre, wobei er die Grundzüge des platonischen Konzepts einschließlich des Teilhabegedankens übernahm. Er meinte, die Ideen seien die jenseits von Raum und Zeit existierenden Gründe (rationes) der Dinge. Alles Entstehende und Vergehende sei nach ihrem Muster gestaltet und erhalte von ihnen die Gesamtheit seiner Merkmale. Ihr Ort sei die göttliche Vernunft (divina intelligentia). Mit dieser Verortung der Ideen übernahm Augustinus ein mittelplatonisches Modell, das er christlich umdeutete, indem er es mit der Trinitätslehre verband. Die göttliche Vernunft, in der die Ideen enthalten seien, identifizierte er als das fleischgewordene Wort Gottes, Jesus Christus. Das Wort Gottes sei die nicht geformte Form aller geformten Einzeldinge. Zugleich sei es auch eine Aussage Gottes über sich selbst. In seinem Wort – und damit auch in den Ideen – erkenne Gott sich selbst. Auch die menschliche Erkenntnis fasste Augustinus als Erkenntnis der Ideen auf. Auf der Ideenerkenntnis beruhe das Wissen, ohne sie könne man keine Weisheit erlangen. Möglich sei die menschliche Ideenerkenntnis durch Teilhabe (participatio) am Wort Gottes. Die unwandelbaren Wahrheiten, zu denen der Mensch dadurch Zugang erhalte, seien in ihm selbst angelegt und nicht aus Sinneswahrnehmung abgeleitet. Die Sinneswahrnehmung weise ihn nur auf das in ihm bereits latent vorhandene Wissen hin, so dass er sich dessen bewusst werde.

### Mittelalter
Im Mittelalter erfolgte die Rezeption der platonischen Ideenlehre vorwiegend über spätantike Schriftsteller, deren Ideenkonzepte mittel- und neuplatonisch geprägt waren. Die Einordnung der Ideen in systematische Darstellungen philosophisch-theologischer Modelle setzte in größerem Umfang erst im 13. Jahrhundert ein.

#### Grundlagen der Rezeption
Unter den spätantiken Autoren, denen die lateinischsprachigen mittelalterlichen Gelehrten ihre Kenntnisse von der platonischen Ideenlehre verdankten, waren Augustinus, Calcidius und Boethius die einflussreichsten.
Augustinus schuf Voraussetzungen dafür, dass der Begriff „Idee“ im Rahmen der Rezeption der platonischen Ontologie von den mittelalterlichen Denkern aufgegriffen wurde und dass diesem Begriff eine starke inhaltliche und terminologische Wirkung beschieden war. Calcidius, der Platons Timaios teilweise ins Lateinische übersetzte und einen Kommentar zu diesem Dialog verfasste, verschaffte damit der mittelalterlichen Nachwelt den direkten Zugang zu einer wichtigen Quelle. Boethius thematisierte die Ideenlehre in seinen Schriften „Der Trost der Philosophie“ und „Wie die Trinität ein Gott und nicht drei Götter ist“ (kurz „Über die Trinität“). Außerdem übersetzte er die Isagoge des Neuplatonikers Porphyrios, eine Einführung in die aristotelische Logik, ins Lateinische. Das Vorwort zur Isagoge enthält die drei Fragen, die im Mittelalter zum Ausgangspunkt der Auseinandersetzungen über die Ideenlehre wurden: Ob Arten und Gattungen als eigenständige Realität oder nur als Produkte des Denkens existieren, ob gegebenenfalls ihre eigenständige Existenz als körperlich oder als unkörperlich aufzufassen ist und ob sie an die Objekte der Sinneswahrnehmung gebunden sind oder unabhängig von ihnen existieren.
Eine nachhaltige Wirkung erzielte im Mittelalter vor allem die aus dem antiken Platonismus stammende Bestimmung der Ideen als überzeitliche Urbilder („Formen“), die im Geist Gottes vorhanden sind und nach deren Muster er die Sinnesobjekte erschafft.

#### Eriugena

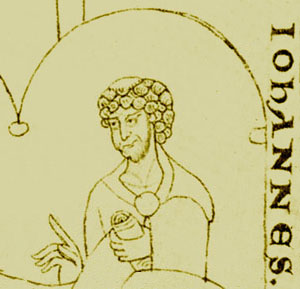
Darstellung Eriugenas in der Handschrift Paris, Bibliothèque Nationale, Lat. 6734

Im 9. Jahrhundert orientierte sich der irische, stark vom Neuplatonismus beeinflusste Philosoph Eriugena an Vorstellungen des spätantiken Theologen Pseudo-Dionysius Areopagita, eines wichtigen Vermittlers neuplatonischen Gedankenguts. Pseudo-Dionysius stand im Mittelalter in höchstem Ansehen, da man ihn für einen direkten Schüler des Apostels Paulus hielt. An die Lehren des Pseudo-Dionysius anknüpfend gelangte Eriugena zu seiner Ideenkonzeption, in der die Ideen die Funktion von „Anfangsgründen“ (primordiales causae) haben. Er unterschied zwischen Gott als der schaffenden und selbst unerschaffenen Natur, den Ideen als der schaffenden und erschaffenen Natur und den Sinnesobjekten als der erschaffenen und nicht erschaffenden Natur. Nach Eriugenas Lehre hat Gott die Ideen geschaffen, damit sie ihrerseits als Anfangsgründe das schaffen, was unter ihnen ist: sowohl die geistigen und himmlischen Wesen als auch die ganze sinnlich wahrnehmbare Welt. Damit wird den Ideen die Vermittlung zwischen Gott und der gesamten Schöpfung zugewiesen. Da Eriugena die Ideen für ewig hielt, fasste er ihre Erschaffung nicht als zeitlichen Vorgang auf, sondern meinte mit dieser Begrifflichkeit nur, dass sie ihr Sein nicht aus sich, sondern aus Gott hätten. Er hielt nur die Existenz und Bedeutung der Ideen, nicht aber ihr Sein an sich für erkennbar. Die künftige Erlösung deutete er als Rückkehr alles Geschaffenen in seine Anfangsgründe und über sie in Gott.

#### Hochmittelalter
Im Hochmittelalter rezipierte die unter der Bezeichnung „Schule von Chartres“ bekannte Philosophengruppe Platons Timaios intensiv. Für diese Gelehrten war der Timaios der Grundlagentext für das philosophische Verständnis des kosmologischen Themenbereichs. Vermutlich ging schon Bernhard von Chartres († nach 1124), der bei der Entstehung der Schule von Chartres eine Schlüsselrolle spielte, in der Schöpfungslehre und Kosmologie von einer Dreiheit Gott – Ideen – Materie aus, als deren Urheber Platon galt.
Bernhard führte in den mittelalterlichen Platonismus das Konzept der „Entstehungsformen“ (formae nativae) ein. So bezeichnete er Formen, die er als aktiv vermittelndes Prinzip zwischen der Ideenwelt und der Materie betrachtete. Nach seiner Lehre sind die Entstehungsformen Abbilder der unwandelbaren Ideen. Die ewigen Ideen können prinzipiell keine Verbindung mit der Materie eingehen, sondern wirken nur indirekt über die materietauglichen Entstehungsformen auf sie ein. Im Unterschied zu den Ideen sind die Entstehungsformen veränderlich. Indem sie von der Materie aufgenommen werden, ermöglichen sie die Entstehung aller konkreten Einzeldinge und verleihen diesen die artspezifischen Eigenschaften. Mit dieser Lehre griff Bernhard die Unterscheidung antiker Neuplatoniker zwischen den transzendenten Ideen und den Ideen als immanenten Formen der Sinnesobjekte auf.
An Bernhards Platonismus knüpften die Denker seiner Schule an. Johannes von Salisbury nannte die Entstehungsformen „hinzutretende Formen“ (advenientes formae), da sie zur Materie hinzutreten. Wilhelm von Conches lehrte, Gott habe die Welt nach einem Muster, der „urbildlichen Welt“ (mundis archetypus), geschaffen. Dieses Muster bezeichnete Wilhelm als „Zusammenfassung der Ideen“ (collectio idearum) und setzte es mit dem göttlichen Geist gleich. Thierry von Chartres verstand unter Ideen die Naturen der Dinge, wie sie an sich sind.
Wilhelm von Auvergne nahm zwar eine urbildliche Welt an, verwarf aber die Ansicht, die Wahrheit hinsichtlich der Sinnesobjekte sei dort und nicht in den Abbildern zu finden und daher sei die Sinneswelt eine Scheinwelt. Er meinte, das irdische Feuer und nicht die Idee des Feuers sei das „wahre“ Feuer. Dafür führte er eine Reihe von Argumenten an, darunter die Überlegung, dass Eigenschaften wie Räumlichkeit, die in der urbildlichen Welt fehlen, zur Wahrheit der Sinnesobjekte gehören.

#### Spätmittelalter
Im 13. Jahrhundert intensivierte sich die Auseinandersetzung der Gelehrten mit der Ideenlehre. Einen wichtigen Anstoß dazu bot die Kritik des Aristoteles, die mit der in dieser Zeit verstärkten Aristoteles-Rezeption ins Blickfeld rückte. Einer weiterhin auf den Vorstellungen des Augustinus fußenden Richtung, deren namhaftester Vertreter der Franziskaner Bonaventura († 1274) war, standen im Spätmittelalter zunehmend erstarkende Strömungen gegenüber, die sich den Grundannahmen des Platonismus mehr oder weniger radikal widersetzten.

Als führender Vertreter des spätmittelalterlichen Aristotelismus nahm Thomas von Aquin († 1274) zwar Ideen als Schöpfungsprinzipien im Geist des Schöpfergottes an, zog aber eine eigene Ursächlichkeit der Ideen im Schöpfungsprozess nicht in Betracht. Vielmehr meinte er, die Ideen könnten ihre Funktion als Formursachen der erschaffenen Dinge nur aufgrund von Willensakten Gottes ausüben, der Wille Gottes sei stets als Wirkursache erforderlich. Thomas stimmte der Kritik des Aristoteles an Platons Konzept zu und lehnte insbesondere eine Teilhabe des Erschaffenen an den göttlichen Ideen ab. Er verwarf Platons Lehre von den „abgetrennten, durch sich selbst seienden Ideen“, wobei er sich auf Aristoteles berief. Die Annahme der Existenz und der Vielzahl der Ideen hielt er aber für notwendig.
Thomas von Aquin lehrte, dass es Ideen nicht nur von Arten, sondern auch von Individuen gebe. Diese Überzeugung herrschte auch in der von Johannes Duns Scotus († 1308) begründeten Richtung, dem Scotismus.
Einen völligen Bruch mit der platonischen Tradition vollzogen die zeichentheoretischen Nominalisten oder Konzeptualisten. Sie bekämpften im „Universalienstreit“ den Begriffsrealismus (Universalienrealismus, auch kurz „Realismus“ genannt), die Lehre von der Realität der Universalien (Allgemeinbegriffe). Begriffsrealisten waren nicht nur die Vertreter der herkömmlichen platonisch-augustinischen Denkweise, sondern auch die aristotelisch denkenden Thomisten (Anhänger der Lehre des Thomas von Aquin) sowie die Scotisten. Sie alle stimmten in der Annahme überein, dass die Allgemeinbegriffe etwas objektiv real Existierendes bezeichnen, sei es im platonischen Sinn von ontologischen Entitäten oder im aristotelischen Sinn von Formen als Gegebenheiten in den Sinnesobjekten. Diesen Positionen stand die Auffassung der Nominalisten oder Konzeptualisten entgegen. Deren Lehre zufolge sind die Allgemeinbegriffe nur „Namen“ (nomina), das heißt Zeichen, die der menschliche Verstand für seine Tätigkeit benötigt. Demnach hat das Allgemeine eine subjektive, rein mentale Realität im Denken und nur dort. Eine ontologische Relevanz kommt ihm nicht zu. Wilhelm von Ockham, der Wortführer des zeichentheoretischen Nominalismus im 14. Jahrhundert, sprach den Ideen auch im Geist Gottes eine eigene Realität ab. Für ihn bezeichnete der Ausdruck „Idee“ keine außermentale Gegebenheit, sondern bezog sich ausschließlich auf die Tatsache des Erkanntseins eines bestimmten Erkenntnisobjekts.

#### Islamische Welt
Bei arabisch schreibenden mittelalterlichen Gelehrten waren die platonischen Ideen als ṣuwar aflāṭūniyya („platonische Formen“) oder muthul aflāṭūniyya („platonische Urbilder“) bekannt. Ab der ersten Hälfte des 10. Jahrhunderts ist die Bezeichnung ṣuwar aflāṭūniyya bezeugt; der Ausdruck muthul aflāṭūniyya wurde möglicherweise im 11. Jahrhundert von ibn Sīnā geprägt. Dies ist der einzige Fall mittelalterlicher arabischer Begriffsbildung zur Bezeichnung eines philosophischen Konzepts mit Bezugnahme auf dessen antiken Urheber.
Die arabisch schreibenden Gelehrten, die sich mit der Ideenproblematik befassten, hatten anscheinend keinen Zugang zu vollständigen Übersetzungen platonischer Dialoge. Sie bezogen ihre Kenntnisse aus neuplatonischer Literatur, aus der Metaphysik des Aristoteles und aus doxographischen Berichten. Der einflussreiche Philosoph al-Farabi, der in der ersten Hälfte des 10. Jahrhunderts tätig war, schwankte zwischen der aristotelischen Ablehnung transzendenter Formen und der neuplatonischen Ontologie. In den Rasā'il ikhwān aṣ-ṣafā' , einem enzyklopädischen Werk des 10. Jahrhunderts, wird eine Variante der Ideenlehre vertreten, in der „leuchtenden“ spirituellen Formen die Funktion von Urbildern aller Sinnesobjekte zukommt. Diese Formen seien für die Seele wahrnehmbar, wenn sie einen außerkörperlichen Zustand erreiche. Im 11. Jahrhundert setzte sich der iranische Denker ibn Sīnā intensiv mit der platonischen Ideenlehre auseinander und gelangte dabei schließlich zu einer ablehnenden Position.

### Frühe Neuzeit
Bei den Renaissance-Humanisten folgte die platonisch orientierte Richtung, deren namhaftester Vertreter im 15. Jahrhundert Marsilio Ficino war, den traditionellen Vorgaben einer neuplatonisch geprägten Ontologie mit Einschluss der Ideenlehre. Auch in jesuitischen Kreisen, die an die Tradition der mittelalterlichen Scholastik anknüpften, blieben spätmittelalterliche ontologische Ideenvorstellungen in der Frühen Neuzeit präsent. In den neuen Strömungen, die im philosophischen Diskurs des 17. und 18. Jahrhunderts dominierten, spielten derartige Konzepte aber keine Rolle mehr. Der Begriff „Idee“ erfuhr durch René Descartes (1596–1650), der die Annahme einer Ideenwelt im göttlichen Intellekt ablehnte, eine Umprägung. Er erhielt eine nur noch auf den menschlichen Geist bezogene Bedeutung. In der Folgezeit pflegte man ihn gewöhnlich in einem unplatonischen Sinn zur Bezeichnung von Bewusstseinsinhalten zu verwenden. Ideen als ontologische Entitäten im platonischen Sinn galten als obsolet. Auch Immanuel Kant billigte den Ideen keine ontologische Bedeutung zu. Nach seiner Meinung „verließ Plato die Sinnenwelt, weil sie dem Verstande so enge Schranken setzt, und wagte sich jenseit derselben, auf den Flügeln der Ideen, in den leeren Raum des reinen Verstandes“. Darin gleiche Platon einer Taube, die meint, sie könne im luftleeren Raum noch besser fliegen als in der Luft, deren Widerstand sie spürt. Er habe nicht bemerkt, „daß er durch seine Bemühungen keinen Weg gewönne“. Dies sei der gewöhnliche Fehler derjenigen, die ein spekulatives Gebäude errichteten, ohne vorher zu untersuchen, „ob auch der Grund dazu gut gelegt sei“.

### Moderne
In der Moderne spielen Ideen bei einer Reihe von Philosophen eine wesentliche Rolle im Rahmen ontologischer, erkenntnistheoretischer oder ethischer Konzepte. Dabei wird der Begriff „Idee“ in unterschiedlichen Bedeutungen verwendet. Bei manchen Denkern sind Spuren der ontologischen Tradition des Platonismus erkennbar. Als bedeutender Impulsgeber ist Platons Ideenlehre aber kaum mehr in Erscheinung getreten. Häufig wird jede ontologische Relevanz von Ideen bestritten.
Georg Wilhelm Friedrich Hegel meinte, die „platonische Abstraktion“ könne „uns (…) nicht mehr genügen“. Nach Hegels Auffassung muss die Idee des Schönen tiefer und konkreter gefasst werden, „denn die Inhaltlosigkeit, welche der platonischen Idee anklebt, befriedigt die reicheren philosophischen Bedürfnisse unseres heutigen Geistes nicht mehr“.
Im 19. Jahrhundert trat Friedrich Nietzsche als scharfer Kritiker der platonischen Ideenlehre hervor. Er bekämpfte sie im Rahmen seiner Polemik gegen den Platonismus. In seiner Götzen-Dämmerung schrieb er, die Geschichte der Ideenlehre sei die Geschichte eines Irrtums, die angebliche „wahre Welt“ der Ideen habe sich als Fabel entpuppt; sie sei „eine unnütz, eine überflüssig gewordene Idee, folglich eine widerlegte Idee“.
Martin Heidegger meinte, Platon sei der Gefahr der Verdinglichung der Ideen erlegen und habe damit dem Verlauf der abendländischen Philosophiegeschichte eine verhängnisvolle Wendung gegeben. Er verwarf die platonische Annahme einer statischen Seiendheit, die als „Washeit“ des Seienden dessen Wesen ausmacht und die immer schon vor dem jeweiligen Seienden da ist und dieses überdauert. Aus Heideggers Sicht ist das Seiende nicht gegenüber der Seiendheit oder einer platonischen Idee nachrangig.
Unter den Philosophiehistorikern, die sich mit der Interpretation von Platons Theorie befassen, haben sich verschiedene Richtungen herausgebildet. Während die „Unitarier“ meinen, Platon habe durchgängig eine Lehre mit im Wesentlichen konstanten Grundzügen vertreten, betonen die „Revisionisten“ mutmaßliche Unterschiede zwischen Entwicklungsphasen und halten die Annahme einer gravierenden Positionsänderung für unumgänglich. Während der starke Revisionismus einen radikalen Bruch annimmt, rechnen „Evolutionisten“ nur mit Modifikationen der Lehre. Außerdem bestehen zwei unterschiedliche Hauptrichtungen hinsichtlich der Frage, was unter platonischen Ideen zu verstehen ist. Die eine Richtung fasst die Ideenlehre in erster Linie als ontologische Theorie über Ideen als reale Entitäten auf. Die andere Richtung („analytische Schule“) betrachtet die Ideen unter formalen Gesichtspunkten, deutet sie als Prädikate und Ordnungskategorien des Verstandes und sieht das Wesentliche in der methodologischen, epistemologischen und logischen Bedeutung von Platons Theorie. Für die nichtontologische Deutung hat die 1903 veröffentlichte Untersuchung Platos Ideenlehre des Neukantianers Paul Natorp eine wegweisende Rolle gespielt.
Kontrovers diskutiert wird außerdem die Frage, inwieweit es legitim ist, aus den Aussagen der Dialogfiguren über Ideen eine einheitliche Theorie Platons zu rekonstruieren. Einige Forscher bestreiten, dass die in modernen philosophiegeschichtlichen Handbüchern dargestellte „klassische“ Ideenlehre der tatsächlichen Auffassung des antiken Denkers entspricht, und glauben nicht, dass er seine Überlegungen zu einer kohärenten Theorie ausgearbeitet hat.

### Übersichtsdarstellungen in Handbüchern
- Matthias Baltes: Idee (Ideenlehre). In: Reallexikon für Antike und Christentum, Band 17, Hiersemann, Stuttgart 1996, ISBN 3-7772-9611-2, Sp. 213–246
- Michael Erler: Platon (= Hellmut Flashar (Hrsg.): Grundriss der Geschichte der Philosophie. Die Philosophie der Antike, Band 2/2). Schwabe, Basel 2007, ISBN 978-3-7965-2237-6, S. 390–429, 699–707
- Helmut Meinhardt u. a.: Idee. In: Historisches Wörterbuch der Philosophie, Band 4, Schwabe, Basel 1976, Sp. 55–134
- Benedikt Strobel: Idee/Ideenkritik/Dritter Mensch. In: Christoph Horn u. a. (Hrsg.): Platon-Handbuch. Leben – Werk – Wirkung. Metzler, Stuttgart 2009, ISBN 978-3-476-02193-9, S. 289–296

### Einführungen und Untersuchungen
Platon und Aristoteles
- Knut Eming: Die Flucht ins Denken. Die Anfänge der platonischen Ideenphilosophie. Meiner, Hamburg 1993, ISBN 3-7873-1012-6
- Andreas Graeser: Platons Ideenlehre. Sprache, Logik und Metaphysik. Eine Einführung. Paul Haupt, Bern 1975, ISBN 3-258-01168-0
- Wilfried Kühn: Einführung in die Metaphysik: Platon und Aristoteles. Meiner, Hamburg 2017, ISBN 978-3-7873-3006-5, S. 23–96
- Gottfried Martin: Platons Ideenlehre. De Gruyter, Berlin 1973, ISBN 3-11-004135-9
- Richard Patterson: Image and Reality in Plato’s Metaphysics. Hackett, Indianapolis 1985, ISBN 0-915145-73-1
- Gyburg Radke: Platons Ideenlehre. In: Franz Gniffke, Norbert Herold (Hrsg.): Klassische Fragen der Philosophiegeschichte I: Antike bis Renaissance. Lit Verlag, Münster 2002, ISBN 3-8258-2769-0, S. 17–64
- Gilbert Ryle: Plato’s Progress. Cambridge University Press, London 1966 (Standarddarstellung der revisionistischen Sichtweise)
- Hermann Schmitz: Die Ideenlehre des Aristoteles, Band 2: Platon und Aristoteles. Bouvier, Bonn 1985, ISBN 3-416-01812-5 (anregende Arbeit; enthält zahlreiche Hypothesen, die von herrschenden Lehrmeinungen abweichen)
- Christopher Shields: Fractured goodness: Aristotle’s response to Plato’s form of the good. Oxford University Press, Oxford 2024, ISBN 9780198915690.

Mittelalter
- Alain de Libera: Der Universalienstreit. Von Platon bis zum Ende des Mittelalters. Wilhelm Fink, München 2005, ISBN 3-7705-3727-0
- Rüdiger Arnzen: Platonische Ideen in der arabischen Philosophie. Texte und Materialien zur Begriffsgeschichte von ṣuwar aflāṭūniyya und muthul aflāṭūniyya. De Gruyter, Berlin 2011, ISBN 978-3-11-025981-0
- Konrad Goehl, Johannes Gottfried Mayer: Deus in cogitatione existens. Der Appendix zum „Proslogion“ des Anselm von Canterbury – oder: Kann Gaunilos Nicht-Sein gedacht werden? In: Konrad Goehl, Johannes Gottfried Mayer (Hrsg.): Editionen und Studien zur lateinischen und deutschen Fachprosa des Mittelalters. Festgabe für Gundolf Keil zum 65. Geburtstag. Königshausen & Neumann, Würzburg 2000 (= Texte und Wissen. Band 3), ISBN 3-8260-1851-6, S. 339–402, hier: S. 344–397 (unter anderem zu Augustinus und die Ideenlehre).

Philosophiebibliographie: Ideenlehre – Zusätzliche Literaturhinweise zum Thema